# 佐世保市交通局

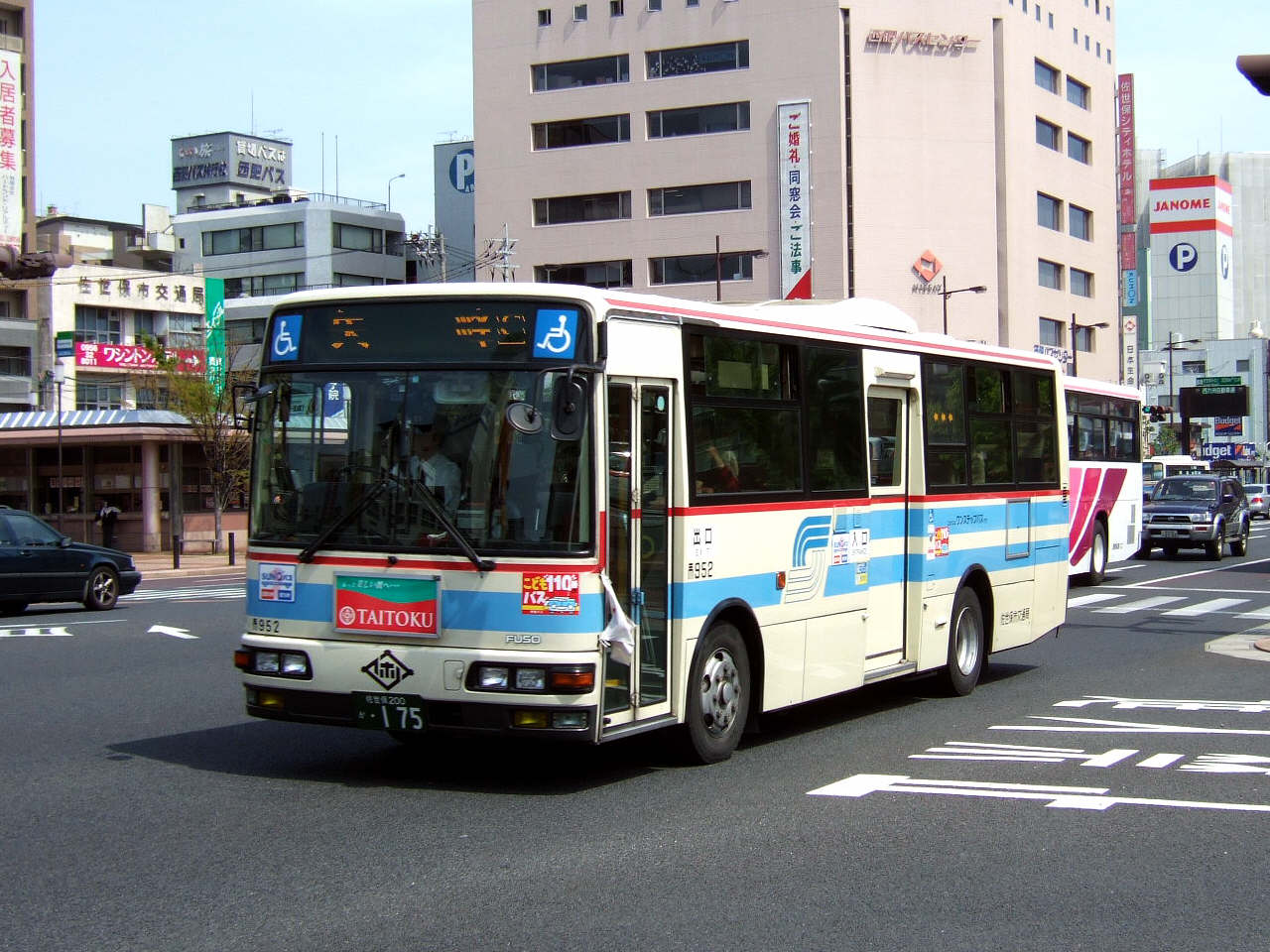
市952
中型ワンステップバス（三菱ふそう・エアロミディMK）
佐世保駅前にて
※西肥自動車移管後はF677の車番が振られ、後にさせぼバス委託車用の塗装に変更

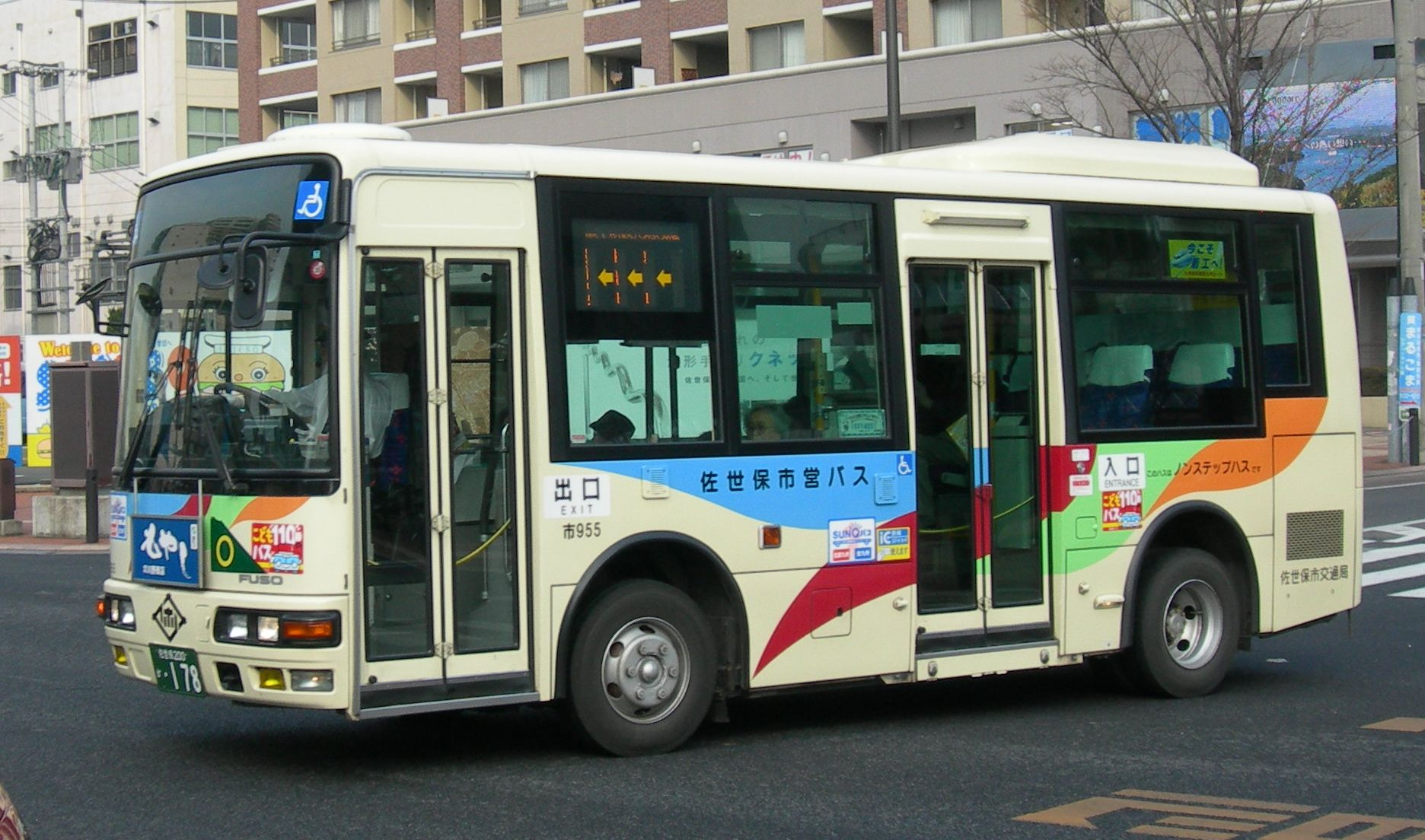
市955
小型ノンステップバス（三菱ふそう・エアロミディME）
※西肥自動車移管後はK049の車番が振られ、2023年にさせぼバス委託車用の塗装に変更

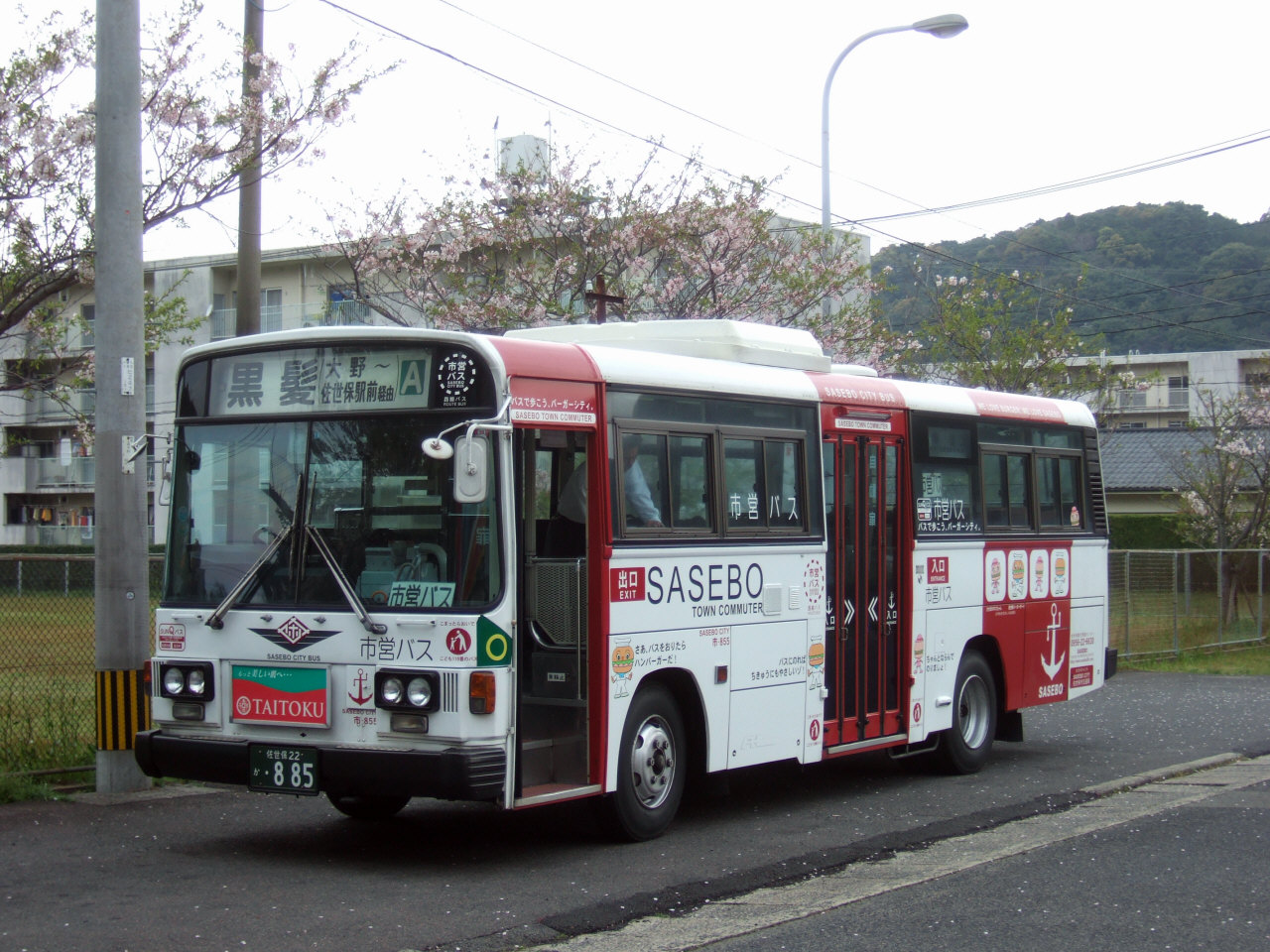
市855 ※廃車済
佐世保観光PRラッピング仕様

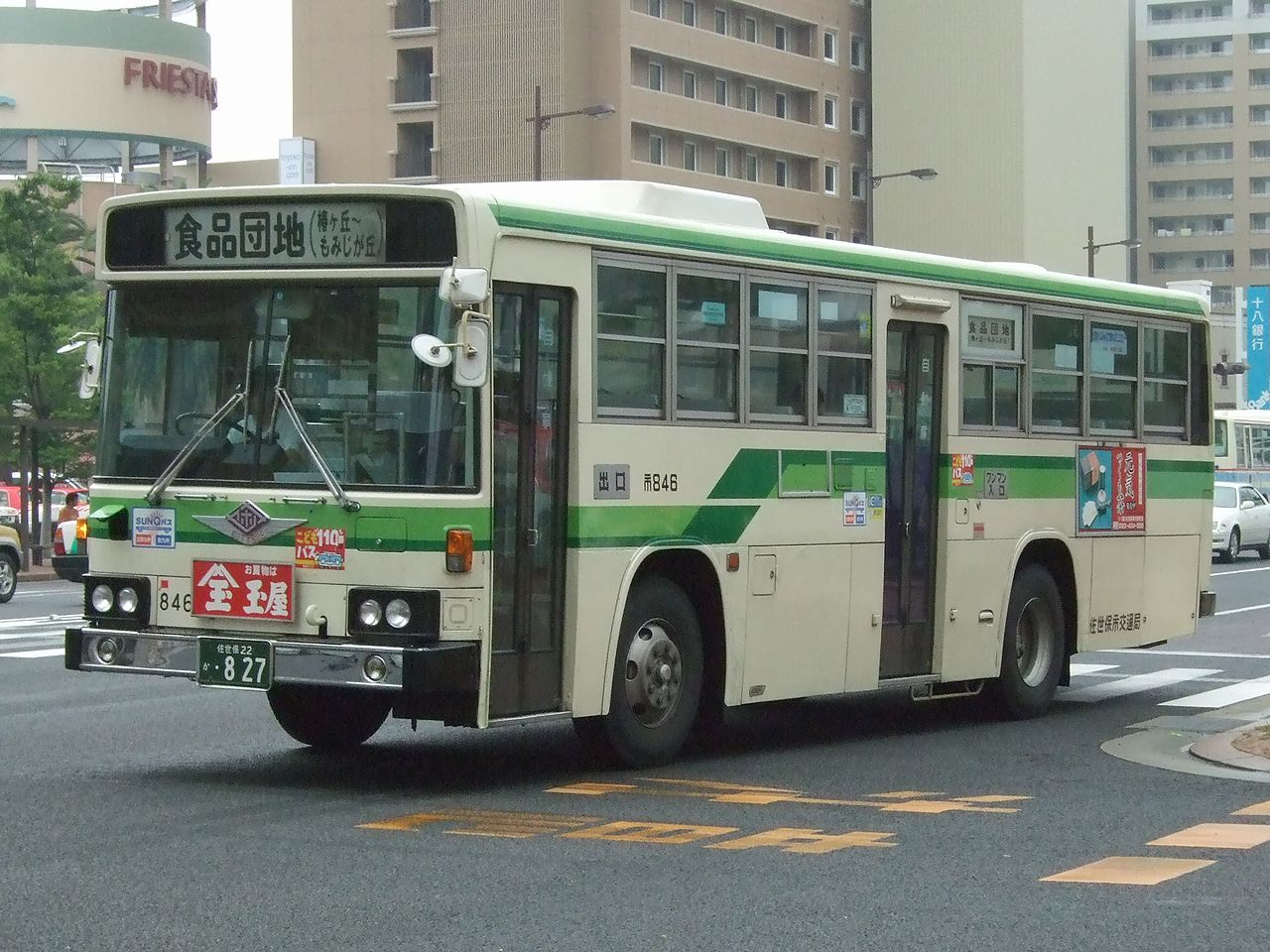
市846 ※廃車済
1985年から1987年ごろまで採用された一般路線車の塗装（2012年にこの塗装は消滅）

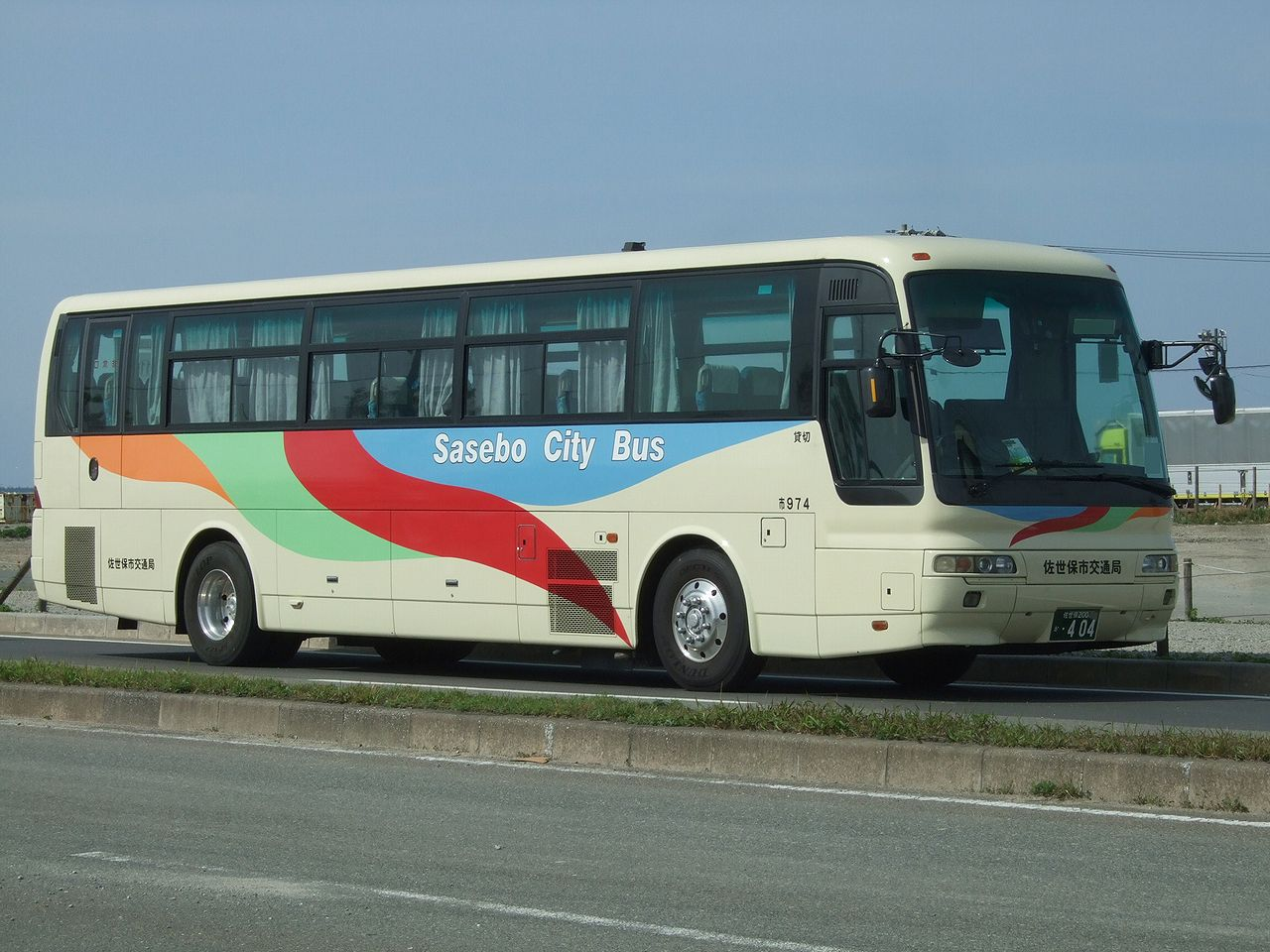
市974
貸切車（三菱ふそう・エアロバス）
※貸切車はさせぼバスへ移管され、C016の車番が振られている

佐世保市交通局（させぼしこうつうきょく）は、長崎県佐世保市でバス事業を行っていた地方公営企業である。通称は佐世保市営バス。市民の間では単に市バス、もしくは市営バスと呼ばれていたこともある。

## 沿革

### 昭和
- 1927年（昭和2年）2月 西肥自動車から営業権の一部を買収し、自動車運送事業の免許を取得。
- 1927年（昭和2年）3月 佐世保市土木課自動車係として事業開始（運行車両8両（西肥自動車より22,000円で譲渡）、運行区間は春日町 - 日宇駅前の本線と今福町などの枝線を含む約12km）。
- 1929年（昭和4年）4月 佐世保市自動車課に名称変更。
- 1933年（昭和8年）8月 個人営業の佐世保港内渡船2隻を買収し、佐世保市交通課として交通船事業を開始。
- 1950年（昭和25年）4月 一般貸切バス事業開始。
- 1952年（昭和27年）10月 水道課（のちの佐世保市水道局）とともに公営企業化、佐世保市企業局交通課として自動車・交通船を管轄。
- 1954年（昭和29年）4月 定期観光バス事業開始。
- 1955年（昭和30年）1月 駅前営業所車庫落成。
- 1955年（昭和30年）4月 鉄筋コンクリート3階建ての現局舎落成。
- 1955年（昭和30年）7月 市港湾管理事務所より鹿子前観光港の観光船事業を移管。
- 1955年（昭和30年）10月 大野営業所を設置。
- 1962年（昭和37年）4月 佐世保市交通局となる。
- 1962年（昭和37年）12月 定期バス俵ヶ浦延長を期に交通船を廃止。
- 1963年（昭和38年）7月 黒髪営業所を設置。
- 1965年（昭和40年）8月 ワンマンバスの運行開始。
- 1969年（昭和44年）3月 矢峰営業所を設置。大野営業所と干尽整備工場の機能を集約移転。
- 1988年（昭和63年）4月 長崎県内5事業者共通回数券を発売。

### 平成
- 1994年（平成6年）7月 西海パールシーリゾートオープンに伴い、観光船事業を第三セクター「西海パールシーリゾート」に委譲。
- 2001年（平成13年）3月 ワンステップバスの導入。
- 2002年（平成14年）1月 全国初共通ICカード長崎スマートカード導入。
- 2003年（平成15年）3月 ノンステップバスの導入。
- 2004年（平成16年）3月 定期券を長崎スマートカードの機能と一体化する（定期券のICカード化）。
- 2009年（平成21年）4月28日 100%出資子会社の「させぼバス株式会社」を設立。
- 2009年（平成21年）12月1日 矢峰営業所の所属車両・路線をさせぼバスに譲渡および管理委託化。
- 2012年（平成24年）12月1日 黒髪営業所の所属路線をさせぼバスに管理委託化。
- 2015年（平成27年）3月31日 定期観光バスを廃止。
- 2016年（平成28年）12月 同年6月から試験導入していた液晶運賃表示機の本格導入を開始[1]。
- 2019年（平成31年）3月23日 - 佐世保市交通局としての運行最終日[2]。子会社のさせぼバスは存続、翌日より西肥自動車とさせぼバスの2社による運行体制となる[3][4]。
- 2019年（平成31年）3月31日 - 佐世保市交通局が廃止[3]。

## 営業所
- 駅前営業所（長崎県佐世保市白南風町7-38）
  - 駅前営業所に所属する車両は車体前面と後面の車両番号の横に赤色（■）のステッカーが貼られている。
- 黒髪営業所（長崎県佐世保市黒髪町14-20）
  - 黒髪営業所に所属する車両は車体前面と後面の車両番号の横に青色（■）のステッカーが貼られている。
- 矢峰営業所（長崎県佐世保市矢峰町157）
  - 矢峰営業所に所属する車両は営業所による色識別は行われておらず（無色）、車両番号の横にステッカーは貼られていない。

### 案内所・定期券販売所
- 駅前案内所（長崎県佐世保市白南風町7-38）
- 島瀬定期券発売所（長崎県佐世保市島瀬町5）

## 路線バス
佐世保市内の浅子地区、針尾島地区、三川内地域、広田重尾地区、柚木地域及び2005年以降に合併した吉井地区、世知原地区、小佐々地区、江迎地区、鹿町地区を除く市内広域複数の路線を運行している。基本的には佐世保駅を中心に路線を展開しており、住宅の密集している天神地区・山手地区などでは、複雑な循環路線なども多数運行しており、運行本数・停留所数に対して運行系統の種類は多く非常に複雑なダイヤとなっている。清水循環や山祇循環（戸尾中央通経由）、若葉循環、祇園循環は一方通行となっている。そのため、山祇循環線の小佐世保町 - 山祇町間の様に上り・下りの便数が極端に違うルートも多い。自家用車の交通が多い山手バイパス南側や相浦桟橋（大潟町経由）のような閑散路線もある。国道35号・国道204号沿いなどの幹線では同じ方面に向かうバス（佐世保駅前行きや矢峰行き等）が何台も並んで運行しているのが見受けられる。左石で矢峰行きが分岐した後大野以遠は、西肥バスでは市バスが運行していない合併地域や佐々町など市外へ伸びる路線が多く運行されているのに対して、市バスでは左石の2区間先の大野車庫前までが高頻度運転で、その先は毎時1本の中里経由相浦桟橋便や日中の便が特に少ない佐世保商業高校便などで、市バスの運行密度は比較的低い。最も運行頻度が高いのは、佐世保駅方面からの路線が小佐世保町方面に分岐する京町と、市北部方面からの路線が山祇循環に分岐する戸尾町の間で、2018年ダイヤでは北行き約440便・南行き約470便で上下計900便を超える。逆に最も少ないのが、土日祝日運休路線を除くと、山祗経由黒髪→おしの浦分道便（土日祝日運休）が通過する京町ー総監部前間、土日祝日便の尼潟経由矢峰→下原橋便が通過する大岳台東口 - 卸本町間、土日祝日便の新みなと発商業高校行きの起点となる新みなとターミナル前 - 戸尾町間の各1本である。また、海上自衛隊佐世保教育隊の敷地内にも乗り入れている。
ダイヤは平日ダイヤ・土曜ダイヤ・日曜祝日ダイヤの三本立てである。日曜祝日ダイヤは土曜ダイヤの間引き運転で、平日ダイヤとは減便だけではなく系統の大幅な組み換えが行われる。土日祝日に運休となる路線は市街地・郊外を問わず存在する。駅裏地区では、前畑循環・市街地循環・みなと口経由矢峰行・山祗経由おし分行が運休となり、新みなと発商業高校行のみが運行される。山祗地区では山祗町―木風町入口を通過する山祗循環大回り4本がすべて運休する。西部地区では閑散線の動植物園経由パールシー便や九文高校便が運休する。東部地区では、早朝の大岳台団地周回便と朝夕の卸団地会館前便が全休となり、会館便が専用に運行している日宇バイパスも運休する。平日の通勤通学時間帯に運行されている、矢峰・大野―船越・相浦地区間の直通も大幅に減便され、特に相浦循環は全便運休となる。例外的に、エコスパ佐世保便のみは、平日1往復のところ、土日祝日は3往復に増便される。
西肥バスとは幹線が重複する。分岐する郊外路線は長らくすみ分けが確立していたが、2002年、規制緩和の影響で西肥バスがもともと市営バスの単独路線であった黒髪 - もみじが丘線、佐世保実業高校線に参入。それを皮切りに、2005年、これも市営バスの単独路線であった国道35号の裏通りで住宅街も多い大宮町経由に参入してますます競争が激しくなっている。2006年10月1日からSUNQパスを利用して乗車できるようになった。
市バスと西肥では相違点も非常に多く、例えば同一路線上でも、バス停の有無が異なる場合がある。佐世保商業高校入口―本山間は、市バス停留所が存在しないためノンストップとなるが、西肥は上本山住宅入口とバイパス本山の2箇所に停車する。逆に、相浦―大潟町間は、西肥が水産市場発着便を設定していないので、途中の市バス水産市場入口バス停を素通りする。また、市バスと西肥のルートも異なる区間がある。大宮町経由の旧道から国道35号に戻る交差点は、市バスは西龍橋交差点、西肥は1区画南の大和町交差点である。同じく、国道35号よりエコスパ佐世保への進入交差点は、市バスは国土交通省前交差点、西肥は1区画北の大塔インター入口交差点となる。
バス停の配置も複雑である。
例えば「松浦町」というバス停は、実際は「松浦町中央公園口」・「松浦町国際通」・「松浦町名切グランド前」の3箇所に分散している。大和町も「大和町西龍橋」・「大和町・中央病院前」・「大和町国道筋」と3箇所に分散し、木宮町も「木宮町」・「木宮町県道筋」・「木宮町・佐世保西郵便局前」の3箇所に分散している。京町（佐世保駅、島瀬町各方向とも2箇所）、島瀬町バス停（松浦町方向行きのみ2箇所）についても経路別に乗り場が違う。松浦町については日野方面と駅前方面の便が「松浦町中央公園口」・「松浦町国際通」に連続停車する。大和町についても、黒髪―十郎原便の殆んどが「大和町西龍橋」・「大和町・中央病院前」に連続停車する。木宮町に至っては、十字路の2辺を短絡する一方通行の路地を迂回して、ほぼ全便が「木宮町」に停車する。
常用漢字表記を遵守しており、「鵜渡越」・「鴛の浦分道」バス停は「うど越」・「おしの浦分道」と表記する。また、西肥バスと停留所名称が異なる例としては、「早岐支所前/早岐支所シルバーボウル前」、「大和町・中央病院前/中央病院入口」、「相浦自衛隊入口/沖田自衛隊入口」、「大野車庫前/西高校入口」、「牛買稲荷入口/牛買稲荷口」、｢西（東）小島/西（東）小島町｣、｢小川内/小川内公民館前｣、｢'天久保/天の久保｣、｢皆瀬郵便局前/皆瀬局前｣、｢田子の浦/早岐田子の浦｣（それぞれ前者が市バス、後者が西肥）など多数ある。
整理券番号は11番から始まる独自の方式となっており、車内の運賃表示器にも1番から10番の表示欄はない。

### 路線
紹介する路線の多くは佐世保市交通局が廃止され西肥バスからの委託によりさせぼバスへ移行した現在も運行を続けている。

#### 幹線
- 佐世保駅前 - 矢峰営業所間

旧佐世保市の北部全体に分岐する路線で、最混雑区間である戸尾町 - 京町間は上下計900本以上の路線バスが雁行する。末端区間にあたる上の角 - 矢峰間でも上下計300本近い運転がある。北部に分岐する各路線は駅前を基点・中間点とするものが多く、北部で幹線を1区間も通過しないのは、相浦地区の木宮町 - 佐世保実業高校間の1往復とパールシーリゾート九十九島水族館→佐世保商業高校行、京町で交差する黒髪→山祇→おしの浦分道行きの計4本に過ぎない。沿線に市役所・保健所・水道局・佐世保北高校・西海学園高校・佐世保工業高校・佐世保西高校など、利用者が多い施設が多数あることから、主要支線である相浦・船越方面との直通が朝夕にあり、相浦循環と呼ばれる所要1時間の大回り運用も設定されている。複雑な運転経路を伝って、山手循環・山祇循環・清水循環を経由して起点に戻る運用が多く設定されており、佐世保駅前 - 俵町間で分岐・合流がないバス停は佐世保市役所前のみである。
競合する西肥にとっても幹線であり、駅前ー松浦町間は上下各300本前後の運転があるため、市バスと合わせると上下各1200本に達し、供給過多と指摘され、市バス解体の根拠となっている。末端は上下各60本弱の矢峰経由柚木便と競合し、市バスが倍以上優位である。ただし、後述するように、かつては矢峰以遠に10便程度の柚木便を運行していたが、矢峰経由に加え池野経由柚木便を擁する西肥に対抗できず廃線となっている。
| →合流  |            | 教育隊・前畑循環・市街循環・新みなと |                              | 山祇循環 | | 赤崎団地・水族館・下船越・相浦循環 |                                        | 山手循環 |        |                                                        |                    |      |
| →分岐  |            |                                      | 山手循環                     | 市街循環 | 山手循環・祇園循環・山祇町・烏帽子岳・日野峠・おし分・西門・赤崎団地・水族館・下船越・展海峰・俵ヶ浦・実業高校・九文高校・木宮町・小野町・水産市場・相浦桟橋 | 清水循環・弓張岳・日野峠           | 教育センター                           | 山手循環 | 桜木町 | 大野車庫・天久保・小川内・商業高校・相浦桟橋・相浦循環 | 相浦循環           | 終点 |
| バス停 | 佐世保駅前 | 戸尾町                               | 京町                         | 島瀬町   | 松浦町 | 谷郷町                             | 宮田町                                 | 俵町     | 春日町 | 左石                                                   | 上の角             | 矢峰 |
| ←合流  |            |                                      | 山手循環・山祇循環・祇園循環 |          | 山手循環・山祇町・烏帽子岳・日野峠・赤崎団地・水族館・下船越・展海峰・俵ヶ浦・実業高校・九文高校・木宮町・小野町・水産市場・相浦桟橋                         |                                    | 教育センター・清水循環・弓張岳・日野峠 | 山手循環 | 桜木町 | 大野車庫・天久保・小川内・商業高校・相浦桟橋・相浦循環 | 相浦循環・商業高校 | 起点 |
| ←分岐  |            | 山祇循環                             |                              |          | | 赤崎団地・下船越・相浦循環         |                                        |          |        |                                                        |                    |      |

戸尾町の山祇方面、俵町の山手循環方面、春日町の桜木方面は、右左折する交差点の奥に幹線のバス停が設置されているため、国道から分岐した市道に専用バス停が設置されている。宮田町の北行きも同様のため、総合教育センター前行専用の宮田町バス停は、城山町の先から分岐する一方通行上の市道に設置されている。松浦町中央公園口バス停は、山手循環系統が右折する名切交差点に近いため、2車線を渡って右折レーンに入ることが難しいことから、山手循環系統は1区間手前の島瀬町出発直後から右折レーンに向かい、松浦町中央公園口を素通りして右折後の専用バス停である松浦町名切グランド前に停車する。逆に山手循環系統の合流は、名切交差点を左折した松浦町中央公園口に停車可能なため、松浦町名切グランド前バス停は設置されていない。島瀬町バス停北行きは、前方バス停が大野方面への直進と山手方面への右折便、後方バス停が相浦および船越方面への左折便で使い分けている。京町の場合は、北行きは本島町交差点までに右折レーンへ入る必要がある山手循環系が後方に、車線変更が不要な直進便が前方に停車する。南行きはあと2区間で終点に着く駅前便が前方に、駅前を超える南部方面便が後方に停車する。
- 佐世保駅前 - 黒髪営業所間

旧佐世保市の南部・東部に向かう路線で、戦前の旧国道33号である大宮町の路地を通ることが特徴である。旧道と平行し戦時に開通した通称藤原バイパスを通過するのは下の原橋発着便や山祇循環大回り便など一部に過ぎない。北部幹線と違い、南部方面の路線は例外なく全便が通過するが、最混雑区間である佐世保駅前 - 福石観音前間でも上下合計600本に達しない。福石観音前・大宮町・大和町・桜馬場で多数の分岐・合流があり、黒髪営業所に達するのは、サブ停留所の木場入口・食品団地発着便を加えても200便強に過ぎない。若葉循環・前畑循環・天神循環・大岳台循環を介して佐世保駅前・矢峰営業所・大野車庫前に帰る運用が多数設定されている。
北部便に比べて南部便が少ないのは、競合している西肥も同様である。市バスの半分近い上下計320便前後に留まる。かつての市バス単独路線に乗り入れをしているが、大宮町経由の旧国道は上下計26便、黒髪・もみじが丘経由は計60便程度に過ぎず、市バス優位である点は揺るがない。
| →合流  |            |                                                |                                        | 十郎原・下の原橋・山祇循環                         | 十郎原・東浜 |          |                      |                                                  |
| →分岐  |            | 若葉循環・前畑循環・天神循環・教育隊・下の原橋 | 木風町・天神循環・教育隊・十郎原・東浜 | 沖新町・東浜・大岳台循環・卸団地・十郎原・下の原橋 |              | 卸団地   | 下の原橋・大岳台循環 | 木場入口・上木場・もみじが丘・食品団地・エコスパ |
| バス停 | 佐世保駅前 | 福石観音前                                     | 大宮町                                 | 大和町                                             | 白岳町入口   | 日宇駅前 | 桜馬場               | 黒髪営業所                                       |
| ←合流  | 前畑循環   | 若葉循環・天神循環・教育隊・下の原橋           | 木風町・天神循環・教育隊・十郎原・東浜 | 沖新町・東浜・大岳台循環・卸団地・十郎原・下の原橋 |              | 卸団地   | 下の原橋・大岳台循環 | 木場入口・上木場・食品団地・エコスパ             |
| ←分岐  |            |                                                |                                        | 十郎原・下の原橋・山祇循環                         |              |          |                      |                                                  |

大和町バス停は前述のとおり3つに分かれており、西龍橋をメイン停留所としつつ、国道筋は下の原橋・山祇系統、中央病院前は沖新東浜系統と大岳台系統が主に使用している。下の原橋便や卸団地系統は、本線経由のほかに大岳台経由があるため、大和町では2通りのルートに分岐する。黒髪発着の十郎原発着便は、前述のとおり西龍橋と中央病院前に連続停車するが、始発の黒髪行きや東浜発黒髪行きは西龍橋を経由せず、白岳町入口から幹線に直接合流する。黒髪営業所は末端の矢峰営業所と違い、さらに遠方へ路線が延びている。このうち木場入口や食品団地は近距離にあるため、黒髪営業所のサブ停留所として機能する。南行きのみ運行されるもみじが丘行きは、桜馬場経由で黒髪営業所まで回送運転して運用を完結する。

#### 相浦系統
相浦桟橋便
- 佐世保駅前以遠 - 日野峠 - 鹿子前入口 - 長崎県立大学前 - 木宮町 - 相浦 - 相浦桟橋
- 松浦町以遠 - SSK中央口 - SSK西門口 - 鹿子前入口 - 長崎県立大学前 - 大潟町 - 相浦 - 相浦桟橋

市バスの主力支線の中心をなし、平日下り22・上り21便、土曜20・20便、日祝18・16便運行。大多数が市街地末端の日野峠経由で運行され、旧相浦町の中心地だった木宮町- 相浦間を経由する。朝夕にSSKバイパス経由が平日5・3便、土曜4・2便、日祝3・2便が運転され、夕方の桟橋行き2便と朝の相浦桟橋発全便が大潟町経由となる。駅前発着は半数程度で、市街地を横断して黒髪地区の黒髪営業所・木場入口・食品団地と直結する。早朝には東浜・十郎原発、卸団地・沖新町経由東浜行もみられ、平日の相浦桟橋発の2本目は松浦町から北上して矢峰営業所に向かう。毎年2月下旬に実施される相浦地区の行事「あたごさん市」は、木宮町－相浦間の県道を全面通行止めにするため、市バス・西肥とも区間運休や大潟町経由に変更される。日野峠経由で西肥と完全に競合し、市バスが若干多めの本数を確保しているが、西肥は佐々バスセンター便や大崎町便が加わり、鹿子前入口以遠では市バスの倍以上の便数で圧倒している。
水産市場前便
- 佐世保駅前以遠 - 日野峠 - 木宮町 - 相浦 - 水産市場前

毎日、朝と昼に水産市場行2便・水産市場発3便を運行する閑散路線。ほぼ相浦桟橋便と同じ経路をたどり、相浦バス停より大潟町経由のルートに入り、直進して水産市場に至る。土曜祝日も本数には変化がないが、平日昼過ぎの最終便1往復が土日祝日は昼前に繰り上げられ、運転間隔が詰まる。平日は相浦桟橋から回送した片道運用の水産市場発木場入口行を挟んで佐世保駅前 - 水産市場間の2往復が運転されるシンプルな運用だが、土日祝日は、始発が木場入口発食品団地会館前行、最終が佐世保駅前発木場入口行に変わり、全便が黒髪地区までの通し運転となる。末端の水産市場入口 - 水産市場前以外のほぼ全区間で西肥と競合するが、西肥は市場入口バス停を設定していないため、競合区間は1区間縮んで築町以北となる。西肥も大潟町経由は閑散区間で、運転時間帯も水産市場前便とずれているため影響は少ない。
小野町便
- 佐世保駅前以遠 - 日野峠 - 木宮町 - 小野町

南の鹿子前入口・日野小学校入口から出入りする「母ヶ浦経由」と呼ばれる木宮町便と逆に、北の木宮町から出入りする。平日6往復だが、土日祝日になると小野町行き最終便が増便される。日祝の間引き運転はない。送り込み回送からの小野町発8時台が始発で、22時台着の最終便も回送で帰庫する。平日は駅前発着4便と黒髪地区発着2便だが、土日祝日は黒髪地区発着便が多くなる。前述のとおり、3箇所に分散した木宮町バス停のうち、旧相浦支所裏の一方通行を通じて旧県道沿いの木宮町バス停を使用し、県道11号沿いの木宮町県道筋バス停は使用しない。末端の竹辺町 - 小野町以外のほぼ全区間で西肥と競合する。
相浦循環
- 矢峰・大野車庫前 - 松浦町 - 日野峠経由/バイパス経由 - 鹿子前入口 - 木宮町 - 本山 - 大野車庫前・矢峰

平日のみ運転される。朝は上記の順に時計回りで4便、夕方は逆に反時計回りで5便。朝便はSSK通勤に対応して3本がSSKバイパス経由となるが、夕方便のSSKバイパス経由は1本にとどまる。市内の高校が中心地に北高・中央高、大野地区に西高・工業・西海、中里地区に商業、相浦地区に実業と分散し、松浦鉄道の沿線から外れる西部市街地地区を通ることから、高校生の通学に活用されている。土日祝日は運休するため、木宮町県道筋バス停は土日祝日の乗降がなくなる。矢峰営業所発着便は通し運転で1時間を超え、片道区間最長の俵ヶ浦 - 食品団地会館前間に次ぐ長い距離を走行している。大野発着の循環運転は設定されておらず、矢峰営業所を出発するか到着となっている。全区間で西肥と競合しているが、西肥は循環運転が皆無で、松浦町以西と以北の直通も木宮町以北と以南の直通も行っていないので、影響は少ない。
なお、させぼバス移管後は矢峰発の便のみとなり、朝便は本山を経由する3本、夜便はSSKバイパスを経由する2本の計5本となる。
木宮町便
- 佐世保駅前以遠 - 松浦町 - 日野峠 - 鹿子前入口 - 美鳥ヶ丘 - 星和台入口 - 椎木町 - 木宮町
- 佐世保駅前以遠 - 松浦町 - SSK中央口 - SSK西門口 - 鹿子前入口 - 美鳥ヶ丘 - 星和台入口 - 椎木町 - 木宮町
- 佐世保駅前以遠 - 松浦町 - 日野峠 - 鹿子前入口 - 日野小学校入口 - 椎木町 - 木宮町
- 佐世保駅前以遠 - 松浦町 - SSK中央口 - SSK西門口 - 鹿子前入口 - 日野小学校入口 - 椎木町 - 木宮町

「母ヶ浦経由」と呼ばれ、平日は木宮町行き9便・木宮町発12便、土曜6/7便、日祝5/7便が設定されているほか、平日は木宮町 - 佐世保実業高校間1往復の区間運転がある。南口に鹿子前入口と日野小学校入口の2箇所があり、椎木峠から佐世保実業高校入口及び佐世保実業高校に立ち寄るか否か、椎木町から星和台団地を循環するか否か、そして相浦地区便共通の日野峠経由かSSKバイパス経由かで、便数の少なさに反して複雑な運転経路を持つ。バイパス経由は始発を除くと鹿子前入口から出入りする。星和台団地は1980年代に開かれたニュータウンだが、マイカー率が高く、平日最終便が14時台に設定される閑散路線で、バス停以外でも乗降可能なフリーバス区間となっている。平日夕方の木宮町発5便はすべて佐世保実業高校に立ち寄り、下校便として日野小学校入口より県道に出る。
実業高校便
- 佐世保駅前以遠 - 松浦町 - 日野峠 - 鹿子前入口 - 美鳥ヶ丘 - 星和台入口 - 椎木町 - 佐世保実業高校
- 佐世保駅前以遠 - 松浦町 - SSK中央口 - SSK西門口 - 鹿子前入口 - 美鳥ヶ丘 - 星和台入口 - 椎木町 - 佐世保実業高校
- 佐世保駅前以遠 - 松浦町 - 日野峠 - 鹿子前入口 - 日野小学校入口 - 椎木町 - 佐世保実業高校
- 佐世保駅前以遠 - 松浦町 - SSK中央口 - SSK西門口 - 鹿子前入口 - 日野小学校入口 - 椎木町 - 佐世保実業高校
- 木宮町 - 佐世保実業高校

上記の木宮町便が佐世保実業高校入口 - 佐世保実業高校間を往復して立ち寄るほかにも、純粋に佐世保実業高校を起終点とする路線が平日9便着・11便発、土日祝日2便着・3便発で設定されている。主に黒髪地区発着に佐世保駅前発着が加わるが、平日2本目の佐世保実業高校行は、パールシーリゾート九十九島水族館発前畑循環の帰りという異色のルートを採る。通学路線であるため、8時台以前と15時台以降に運転が集中する。西肥も平日11便着・9便発、土曜9便着・8便発、日曜8便着・6便着を同時刻に運行しており、木宮町便の立ち寄りで市バスが優位を保っている。西肥は早岐地区をカバーできる重尾発着便が多く、黒髪地区を発着する市バスとの運行エリアの住み分けを行っている。日野校舎時代、朝のSSKバイパス経由鹿子前入口行きがあった。今の母ヶ浦校舎に移転した後、日祝日のみになり、後に廃止された。
長崎短大・九文高校便
- （黒髪 -）佐世保駅前 - 松浦町 - 日野峠 - 鹿子前入口 - 日野小学校入口 - 椎木町 - 長崎短大・九文高校
- 佐世保駅前 - 松浦町 - SSK中央口 - SSK西門口 - 鹿子前入口 - 日野小学校入口 - 椎木町 - 長崎短大・九文高校

平日のみ3便設定されている。朝は佐世保駅前発2本と佐世保駅前行1本、夕方は黒髪発1本と佐世保駅前行1本・黒髪行1本という、通学に合わせた設定となっている。西肥も競合路線を設定しているが、平日夕方の着便1本と発便2本、土日祝日夕方の1往復にとどまる。長短生は近隣の県立大生とともに下宿生が多く、通学距離が短いこと、九文生は西肥に委託している送迎バスの利用が多いことが、市バス・西肥ともに路線バスの通学利用低迷の大きな要因となっている。
なお、SSKバイパス経由は朝に1本運行される長崎短大・九文高校発佐世保駅前行のみとなる。
パールシー九十九島水族館便
- 松浦町以遠 - 日野峠 - 鹿子前入口 - パールシーリゾート九十九島水族館
- 佐世保駅前以遠 - SSK中央口 - SSK西門口 - パールシーリゾート九十九島水族館
- 木場入口/沖新町 - 松浦町 - おしの浦分道 - 動植物園前 - パールシーリゾート九十九島水族館

九十九島遊覧船が発着する九十九島パールシーリゾートへの連絡バスで、平日50便・土日祝日40便を超える。市バス唯一の「快速」がバイパス経由で毎日6往復設定され、京町・島瀬町・松浦町国際通・総合医療センター入口のみ停車する。各停便は近道のバイパス経由が多いが、朝の水族館発と夕方の水族館着は沿線人口が多い日野峠経由が多くなる。駅前発着と以遠発着は半々ぐらいで、黒髪地区をメインとしながらも、沖新町や東浜町に直通する便もある。平日の水族館始発は松浦町から北上して大野車庫へ向かい、相浦地区を通過して商業高校に向かう通学便もある。変わった区間として、平日朝の水族館発沖新町行きと夕方の木場入口発水族館行きがあり、俵ヶ浦半島を南下して動物園前・おし分を経由して西小島町から日野峠経由の路線に合流する。水族館－動物園間を運転するのはこの2本のみで、土日祝日は運休となるため、双方の観光輸送にも、途中通過する船越展望台からの夕景観光にも寄与しない。
SSK西門口便
- 松浦町以遠 - SSK中央口 - SSK西門口

平日のみ早朝に2本設定されているSSK通勤バス。1本目は矢峰を出発し、松浦町よりSSKバイパスを経由する。2本目は佐世保駅前を出発し、天神循環を一周して佐世保駅前を通過、松浦町よりSSKバイパスを経由する。西門口に転回場がないので、最寄転回場のパールシー九十九島水族館まで回送し、パールシー九十九島水族館発便として市街地へ戻る。
日野峠便
- 松浦町以遠 - 日野峠

昭和末期までは日野峠折り返し便が多数設定されていたが、平成に入ると相浦地区へ直通する便が増え、日野峠行きは平日3便・土日祝日2便、日野峠発は平日6便・土曜4/日祝3便にとどまる。比良町経由日野峠便の回送を兼ねており、朝の日野峠行きが送り込み、夕方・夜の日野峠発が返送便となる。平日の日野峠発便は佐世保駅前2本・黒髪2本・沖新町および東浜各1本だが、休日の日野峠発は山祇循環2本・黒髪および東浜各1本へと大幅に系統が変化する。

#### 船越系統
下船越便
- 松浦町以遠 -（西小島 又は SSK中央口）- おしの浦分道 - 動植物園前 - 下船越
- 松浦町以遠 -（西小島 又は SSK中央口）- おしの浦分道 - 赤崎 - 下船越

市街地西部と俵ヶ浦半島にそれぞれ2系統の経由地を持つため、4つのルートからなる。合わせて平日40本強・土日祝日30本弱が運転される。相浦系統と同じく、県道11号をたどり、日野峠目前の西小島町から南下するルートとSSKバイパスをたどるルートでおし分に達する。俵ヶ浦半島内は、遠回りだが沿線人口が多い動植物園経由と、人口が少ない山間部の近道をたどる赤崎経由があり、約5分の時間差が出る。下船越便は動植物園経由便が多く、赤崎経由のみの俵ヶ浦便や1往復を例外として動植物経由を取る展海峰便と合わせてバランスを取っている。佐世保駅前発着と黒髪地区発着がほとんどで、平日早朝には送り込み回送を兼ねた矢峰発2本や通学輸送向きの矢峰・大野車庫行き各1本が運転されるが、土日休日にはこの4本は運休となる。SSKバイパス経由は朝に集中し、昼以降は西小島経由が連続する。SSKが休業となる土日祝日になると、SSKバイパス経由は黒髪発の2本だけになる。
展海峰便
- 松浦町以遠 -（西小島 又は SSK中央口）- おしの浦分道 - 動植物園前 - 下船越 - 展海峰

上記のとおり、下船越を通過し、さらに南下して俵ヶ浦半島中央部の展海峰に至る路線。平日7往復・土日祝日6往復が設定されている。次に述べる俵ヶ浦線ともども、勾配・曲線の緩和工事が完了した新道を通らず、急峻な旧道を通って小島峠へ上り下りする。小島峠以遠はバス停以外でも乗降可能なフリーバス区間となる。途中区間は俵ヶ浦と住み分け、昼過ぎの1往復を例外として動植物園経由のルートを取る。SSKバイパス経由は平日最終の佐世保駅前行のみ。佐世保駅前発着と黒髪発着がほぼ半々で、休日昼過ぎの木場入口発が唯一の例外となる。後述のように、旧つくも苑便の末端区間を休止のうえで終点を展海峰に変更した路線である。
俵ヶ浦便
- 佐世保駅前以遠 -（西小島 又は SSK中央口） - おしの浦分道 - 赤崎 - 下船越 - 俵ヶ浦

展海峰便と同じく小島峠を越え、さらに庵浦を経て俵ヶ浦に至る。白浜海水浴場が開設される夏の期間中は日中4往復が最寄りバス停となる白浜発着に変わる。小島峠以遠はバス停以外も乗降可能なフリーバス区間となる。平日俵ヶ浦行6便・俵ヶ浦発8便、土日祝日上下とも6便を運行する。平日は佐世保駅前発着と黒髪地区発着が半々だが、土日祝日は黒髪地区発5便・佐世保駅前着4便と大きく偏る。西小島経由が大半を占め、SSKバイパス経由は夕方に見られる。佐世保駅前から俵ヶ浦まで55分前後かかり、食品団地会館前 - 俵ヶ浦間は片道1時間20分に達する長距離運用となる。にもかかわらず、俵ヶ浦発の始発3便と俵ヶ浦着最終便は回送で出入りする。
赤崎団地便
- 松浦町以遠 -（西小島 又は SSK中央口）- おしの浦分道 - 赤崎団地

平日赤崎団地行8便・発11便、土曜7・8便、日祝ともに6便が運行される。平日は朝に矢峰・佐世保商業高校行、夕方に大野車庫発がある。7時35分から40分の5分間に3便連続が出発するほか、7便が午前中に発車するため、昼2便と夕方2便の間に3時間以上の空白がある。一方、赤崎団地行は毎時1本のペースでコンスタントに運転され、午前中はSSKバイパス経由、午後は西小島経由に切り替わる。佐世保商業高校行は土曜にも運行され、西部地区と佐世保商業高校間を唯一直結する。大多数が黒髪・食品団地会館前発着で、佐世保駅前発着は少数派だが、土日祝日は佐世保駅前着が圧倒的に増える。
おしの浦分道便
- 黒髪 - 山祇町 - 京町 - 総監部前 - おしの浦分道
- 矢峰 - 松浦町 - おしの浦分道
- 木風町 - 佐世保駅前 - 松浦町 - おしの浦分道

西門口行きと同様、平日のみ早朝に3本設定されているSSK通勤バス。おしの浦分道では転回できないため、最寄転回場の赤崎団地まで進み、赤崎団地発便として戻る運用が組まれている。矢峰発と木風発はオーソドックスなルートで運行されるが、黒髪発は山祇循環大回り経由で国道を横断し、京町から平瀬橋を経て総監部前でようやくSSKバイパス経由のルートに合流する。京町 - 総監部前間は片道1便のみ運行の最閑散区間であり、平瀬橋バス停は上下の系統がまったく異なるおしの浦分道行きと新みなとターミナル前行きがすれ違う異色のバス停となっている。

#### 大野系統
相浦桟橋便
- 佐世保駅前以遠 - 大野車庫前 - 本山 - 木宮町 - 相浦桟橋

平日14往復・土曜8往復・日曜6.5往復運転される。行先の相浦桟橋に向う場合、2～3倍の便数がある日野経由を利用するのが便利だが、この大野経由は主に中里・皆瀬地区の利用者を念頭に置いている。ほぼ1時間間隔で運転され、土日祝日の減便は、早朝便と夜間便の運休によって調整される。平日は相浦桟橋行きが黒髪地区・佐世保駅前発がほぼ半々で木風町発が1本混じる一方、相浦桟橋発は昼と最終のもみじが丘行を例外として佐世保駅前行に統一されている。休日は逆に相浦桟橋行が佐世保駅前発主体で相浦桟橋発が黒髪地区行き主体に切り替わる。毎時3本運転の松浦鉄道や西肥の幹線と完全に競合する。平戸・松浦・江迎方面が抜ける本山以遠でも西肥は佐々バスセンター・大崎町・実業高校便が40往復あり、圧倒的に押されている。
なお、させぼバス移管後は、相浦桟橋から大野を経由するルートは佐世保駅前行が大半で、黒髪行は平日朝の1便のみとなる。
小川内便
- （黒髪 - ）佐世保駅前 - 大野車庫前 - 十文野 - 小川内公民館前

平日2往復・土曜1.5往復・日曜1往復の閑散路線。国道から離れた山間部の利便性確保のために設定されている。麓の住宅地が途絶える坂の上分道バス停以遠は、バス停以外の乗降が可能なフリーバス区間となる。早朝の佐世保駅前発が黒髪行として折り返し、夕方に佐世保駅前発・佐世保駅前行が往復する。土曜は朝の折り返しが佐世保駅前止まりとなり、夕方便は復路を回送便とする。日曜祝日は早朝便のみとなる。西肥も同じ路線を運行しているが、平日午前1往復のみの運転にとどまり、土日祝日は運休するため、市バスが優勢。ただし、西肥は県道経由で終点小川内公民館前を通過する世知原便を平日7.5往復・休日6.5往復運行しており、小川内町内に限っては西肥の利便性が勝る。
商業高校便
- 松浦町以遠 - 大野 - 大野車庫前 - 吉岡団地 - 佐世保商業高校
- 矢峰 - 大野 - 大野車庫前 - 吉岡団地 - 佐世保商業高校
- パールシーリゾート九十九島水族館 - 鹿子前入口 - 日野小学校前 - 長崎県立大学前 - 木宮町 - 中里 - バイパス本山 - 佐世保商業高校
- 赤崎団地 - おしの浦分道 - 西小島 - 日野峠 - 鹿子前入口 - 日野小学校前 - 長崎県立大学前 - 木宮町 - 中里 - バイパス本山 - 佐世保商業高校

平日は佐世保商業高校行22便・佐世保商業高校発20便、土曜は同13/12便、日祝9往復設定されている。佐世保商業高校行の半数は登校時間帯、佐世保商業高校発の半数は下校時間帯に集中して雁行しており、佐世保商業高校行は午前中に3時間ほどの空白時間がある。佐世保商業高校に限らず、大野地区には佐世保西・佐世保工業・西海学園の各高校が分散するため、通学輸送に特化している。登校ラッシュの最終便を務める矢峰発は、相浦循環とともに瀬戸越交差点を北上する稀有な路線である。国道から外れた赤崎団地発便は日祝のみ運休、新みなとターミナル前発便は全日運行となっている。天神地区の東浜・十郎原・教育隊前を始発とする便が多い一方で、登校便に黒髪地区からの直行がないのも特徴で、実際は黒髪発大岳台循環1本が佐世保商業高校に向かっている。佐世保商業高校発も天神地区への帰りが多く、佐世保駅前着が少なく黒髪地区まで届く。異色なのが相浦地区を通過する平日1往復で、登校便はパールシーリゾート九十九島水族館発で中里からバイパス本山を通って佐世保商業高校へ達し、下校便はバイパス本山から日野峠経由で佐世保駅前に戻る。バイパス本山を通るのはこの1往復だけとなっている。対する西肥は平日40往復・休日30往復前後の本数を確保し、登下校と関係ない昼間時間帯も毎時運転を確保しており、市バスに対して優勢である。天神地区を独占する市バスに対し、西肥は市バスエリア外の早岐地区以遠や手薄な黒髪地区に特化している。
天久保便
- 佐世保駅前以遠 - 大野 - 天久保

平日9往復・土日祝5.5往復設定されている。大野地区北部の山腹から世知原に抜ける山越えの県道沿いの住宅地をカバーする。後述のように、かつては旧市町境に近い知見寺までの路線があったが、撤退している。駅前発着は2.5便にとどまり、黒髪地区と結ばれているほか、平日朝と休日夕方に2本ずつの木風発が混じる。終点間近で上下分離の一方通行運転になるのがこの路線の特異な点である。あと1区間で終点となる新田溜池バス停から市道に入り、岩下洞穴入口バス停に立ち寄り、再び県道と合流する丁字路上の天久保バス停に到着する。天久保に転回場が設置できず、丁字路の路肩の導流帯上で待機するための措置。県道上で切り返しをせずに導流帯に入るようにする窮余の策だった。かつての知見寺便は知見寺バス停に転回場が設置されていたため、岩下洞穴入口に立ち寄らず県道を直進していた。西肥とは全区間で世知原便12往復と競合し、四条橋まで池野経由柚木行25往復が絡むため、西肥優勢である。
大野車庫前便
- 俵町以遠 - 大野 - 大野車庫前

矢峰のサブターミナルとして機能している大野車庫前の発着便。バス停表示・バス行先表示は「大野」と表示している一方、車内放送では「大野車庫前」とアナウンスする。大野バス停のさらに1区間北が大野車庫前バス停となる。平日47往復・土曜24往復・日祝19往復と、平日の高頻度運転に反して、休日は半減する。駅前発着は皆無で、黒髪・天神地区まで往復するほか、大岳台・天神・若葉・山祇の各循環で戻ってくる運用が多い。相浦循環や相浦・船越地区との直通も平日朝夕を中心に行われるほか、山手循環経由で俵町から合流してくる便も1本ある。
桜木町便
- 佐世保駅前以遠 - 春日町 - 桜木岩下

平日桜木行き13便・桜木発15便、土日祝日9往復設定されている。バス行先表示は「桜木」と表示している一方、車内放送では「桜木岩下」とアナウンスされる。毎時1本前後の運転間隔で、シンプルに市中心部と桜木地区を結ぶため、矢峰・大野方面との直行はなく、平日朝の山祇循環1本が桜木発大野着であるのみ。また、相浦・船越方面や山手循環との直結もない。佐世保駅前発着の比率は半分を切り、大岳台循環を含む黒髪地区・天神地区に加えて木風町発着の便が多い。また、若葉循環を抜けて平日2便・休日3便が桜木岩下行となり、このうち平日始発の佐世保駅前発を除く4便が弓張岳下山から若葉循環を経て桜木岩下に至るという複雑なルートをたどる。

#### 清水系統
清水循環
- 佐世保駅前以遠 - 谷郷町 - 比良町 - 宮田町 - 谷郷町 - 佐世保駅前以遠

平日16便・土曜13便・日曜12便が運行される。谷郷町より左折し、弓張岳登山口を比良町まで登り、住宅地を縫って宮田町で国道に戻る。谷郷町からの登山口が狭いため、路線バスを含む大型車は登りのみ一方通行規制を受けており、必然的に循環運転となる。弓張岳便と日野峠便も、交通規制を受けて下り便は宮田町に抜ける。宮田町から出入りする教育センター便は規制区間ではないので往復が可能。佐世保駅前発便が多く、黒髪および木場入口発便は平日5便・休日3便にとどまる。循環を抜けたあとは、朝夕に木風町着が各2便混じるほかは佐世保駅前着・黒髪地区着が半々となる。最短運転の佐世保駅前発着便は5本に達する一方、逆に木場入口発着便も1本ある。平日最終便はもみじが丘行きが設定されている。
弓張岳便
- 往路：佐世保駅前以遠 - 谷郷町 - 比良町 - 弓張岳展望台
- 復路：弓張岳展望台 - 比良町 - 宮田町 - 佐世保駅前以遠

前述の大型車一方通行規制のため、登りと下りで経路が異なる。平日5便・土日祝日4便。平日は黒髪発2便があるが、休日は全便佐世保駅前発となる。平日の下り便は佐世保駅前着と黒髪着が2本ずつと若葉循環経由で桜木岩下に戻る便が1本ある。休日は黒髪着が1本にとどまり、残る3便が若葉循環経由桜木岩下着となる。市内有数の観光地ではあるが、日常的にマイカー・団体が多く、弓張岳展望台発の最終便が19時30分発車で夕景・夜景鑑賞の時間帯には合わず、観光輸送には寄与していない。
日野峠便
- 往路：佐世保駅前以遠 - 谷郷町 - 比良町 - 日野峠
- 復路：日野峠 - 比良町 - 宮田町 - 佐世保駅前以遠

やはり大型車一方通行規制のため、登りと下りで経路が異なる。県道11号から離れた鵜渡越町・矢岳町山間部をカバーする閑散区間。平日日野峠行8便・日野峠発6便、土曜5.5往復・日祝5往復。日野峠発が7時台始発で15時台最終、日野峠行が12時前始発で19時台最終と、運転時間に大きなギャップがある。この区間を折り返さない朝の便は県道経由の日野峠便で送り込み、夜の便は県道経由日野峠発で帰庫する。平日は佐世保駅前発着が2.5往復どまりで木風町発1本を例外として黒髪地区発着だが、休日は黒髪発が2本に押さえられ、全便佐世保駅前着となる。
教育センター便
- （黒髪 - ）佐世保駅前 - 佐世保市役所前 - 宮田町 - 総合教育センター前

大型車一方通行規制がない宮田町から出入りするため、往復運転が組める。但し、幹線上の宮田町バス停は交差点の北に設置されているため、手前から分岐する一方通行上にセンター行き専用バス停が増設されている。曜日に関係なく、毎日6往復が同一時刻で運転される。総合教育センター始発便が黒髪に抜けるのを例外として佐世保駅前発着。教育センターに併設された少年科学館のラッピングを施した小型ノンステップバスが名切谷・祇園循環と交互に運転している。このため、名切谷・祇園循環のダイヤも教育センター便と同様に休日の減便と時刻変更がなく、全日固定されている。

#### 山手系統
山手循環は、山手町を必ず通過する頂点とし、京町・松浦町・俵町の3箇所を出入口とする双方向の循環線であるため、俵町/松浦町、俵町/京町、松浦町/京町のそれぞれ時計回りと反時計回りで計6通りのルートを持つ。これに烏帽子岳便・山祇町便・名切谷祇園循環が加わり、最も複雑な路線を形成する。山手循環6ルートだけでも、平日ダイヤと休日ダイヤで大きな変更があり、日曜祝日の間引き率も高い。特に俵町口（俵町経由）は、前述3系統が絡む松浦口（花園経由）や山祇循環が共用する京町口（高梨経由）に比べてその傾向が強い。
山手循環（俵町・花園経由）
- 佐世保駅前以遠 - 松浦町 - 俵町 - 山手町 - 花園町 - 松浦町 - 佐世保駅前以遠

北の小回り循環線。平日俵町入り2便・俵町抜け6便、土曜4入り3抜け、日祝1入り3抜けと極端な変化をする。高梨経由が多いので、山手町 - 俵町間全体としては平日13入り16抜け、土曜15入り9抜け、日祝8入り6抜けに回復する。平日午後の沖新町発佐世保駅前行きを除くと、駅前・黒髪地区間の運転で占められる。土曜と日祝の俵町入り便の間引きが極端に多い一方、俵町抜けは土曜も日祝も昼までの3便固定なのが特徴である。
山手循環（花園・高梨経由）
- 佐世保駅前以遠 - 松浦町 - 花園町 - 山手町 - 高梨町 - 京町 - 佐世保駅前以遠

南の小回り循環線。平日松浦入り16便・松浦抜け16便、土曜21入り19抜け、日祝18入り17抜け。俵町経由が少ないため、支線3系統を除くと、山手－松浦間全体としては平日22入り18抜け、土曜24入り23抜け、日祝21入り18抜けとなり、便数の変動は大きくない。平日・休日を問わず過半数が駅前発駅前着の最短運用。平日には沖新発黒髪行き2便・駅前発もみじが丘着3便が存在する。
山手循環（高梨・俵町経由）
- 佐世保駅前以遠 - 京町 - 高梨町 - 山手町 - 俵町 - 京町 - 佐世保駅前以遠
- 佐世保駅前以遠 - 京町 - 高梨町 - 山手町 - 俵町 - 大野車庫・矢峰

南北をまたぐ大回り循環線。平日京町入り10便・京町抜け11便、土曜6入り11抜け、日曜3入り7抜け。花園経由の影響を受け、山祇循環や支線系統を除くと、山手－京町間全体としては平日26入り27抜け、土曜25入り32抜け、日祝20入り25抜けとなり、変動は小さくなる。京町入り始発は佐世保駅前発大野車庫行き、2本目は佐世保駅前発矢峰行きで、循環から北に向かう数少ない系統となる。京町入りは佐世保駅前を発着する便が多い一方、京町抜けは黒髪地区発佐世保駅前行き・佐世保駅前発黒髪地区行きの比率が高く、京町抜け最終便は黒髪地区発着ながら起終点が異なる木場入口発黒髪着便である。
烏帽子岳便
- （黒髪 - ）佐世保駅前 - 松浦町 - 山手町 - 烏帽子岳

山手循環を抜けて烏帽子岳山頂目前の展望所まで向かう山岳路線。毎日3便運行されるが、時間帯が平日と休日で異なる。平日便は送り込み回送後の山下りが朝の始発となり、午前と昼に各1往復、夕方の山登りが最終便で回送帰庫となる。休日は朝の運転を休止し、午前・昼の各1往復に加え、夕方便の山下りを最終便とする。平日山登り1本目と休日山下り1本目が黒髪発着、残りは佐世保駅前発着。烏帽子岳八合目にはレクリエーション施設の「えぼしスポーツの里」と研修施設の「青少年の天地」が所在するが、多くはマイカーや貸切バスを利用し、路線バスの利用は少ない。
山祇町便
- 佐世保駅前 - 松浦町 - 山手町 - 高梨町 - 山祇町

平日のみ午前2往復運転。山祗町到着後、すぐ先の分岐から右折して白南風小学校を通って転回し、山祗循環の帰りと同じバス停から出発する。小佐世保町を境に北は山手循環、南は山祇循環の路線に分かれているが、これをまたぐ唯一の系統となっている。午前中の山祇循環は佐世保駅前に向かわず矢峰や大野車庫前に帰るため、遠回りではあるが山祇町から乗り換えなしで佐世保駅前に向かう唯一の系統である。
名切谷・祇園循環
- 佐世保駅前 - 松浦町 - 花園町入口 - 名切谷通 - 祇園町 - 佐世保郵便局前 - 京町 - 佐世保駅前

山手循環花園経由高梨便の南を時計回りにショートカットする。平日・休日に関係なく同一ダイヤでほぼ2時間間隔5便運行される。花園町入口付近や中部地区公民館（現:中部地区コミュニティセンター）北の交差点付近に狭小区間があるため小型ノンステップバス（場合によっては少年科学館のラッピングバス）で運行される。このため教育センター便の間合運転となり、ともに全日同一ダイヤが構成される。

#### 山祗系統
山祗循環
- 松浦町以遠 - 戸尾中央通 - 山祗町 - 小佐世保町 - 勝富町 - 島瀬町 - 大野車庫前・矢峰
- 松浦町以遠 - 戸尾中央通 - 山祗町 - 小佐世保町 - 勝富町 - 京町 - 佐世保駅前（ - 黒髪）

戸尾町から山祗町へ登る途中に信号による片側交互通行規制がかかる狭小区間があるため、反時計回りの一方通行循環運転をする。平日27便・土曜25便・日祝24便が設定され、本数の変動は少ない。平日は朝の桜木岩下発1本、休日は夕方の日野峠発2本を例外として大野車庫・矢峰発で、島瀬町で周回が完結し、大野車庫・矢峰に戻る運用が大半である。平日は昼に黒髪着1便、夕方に佐世保駅前着2便が運転され、京町で周回が完結する。休日は黒髪着1本に佐世保駅前着6便へと大幅に変わり、佐世保駅前便は朝に1便、午後から夕方に掛けて3便連続で運転される。
山祗循環（勝富・木風橋経由）
- 黒髪 - 佐世保駅前 - 京町 - 勝富町 - 小佐世保町 - 山祗町 - 木風橋 - 大和町 - 日宇駅前 - 黒髪
- 黒髪 - 日宇駅前 - 大和町 - 木風橋 - 山祗町 - 小佐世保町 - 勝富町 - 佐世保郵便局前以遠

平日のみ黒髪発5便・佐世保駅前発2便が朝夕に運行される。循環線が一方通行なので、京町 - 小佐世保町間では山登り2本に山下り31本と極端な差が生じる。この区間で循環運転をするのは京町入り始発の黒髪発黒髪行のみで、佐世保駅前 - 黒髪間運転が基本ダイヤ。黒髪発の1・2本目は佐世保駅前に戻らず、京町からそれぞれ大野車庫前・おしの浦分道に向かう。

#### 市街地・駅裏・南部系統
市街地循環
- 新みなとターミナル前 - 鯨瀬ターミナル前  - 新みなとターミナル前 - 戸尾町 - 島瀬町 - 湊町 - 佐世保市総合医療センター - 湊町 - 共済病院前 - 平瀬橋 - 新みなとターミナル前

両端部が往復運転となり、地図に当てはめると8の字にルートをたどる変則循環線。平日朝のみ3周半設定される。五島・西海方面からのフェリー・渡船到着を受けるターミナルが新みなとと鯨瀬に分かれているため、出発すると同区間を1往復する。沿線の主要施設である佐世保市総合医療センターと佐世保共済病院を通過するために循環運転となる。最終便は新みなとターミナル前に戻らず、佐世保市総合医療センターを出ると相浦・船越系統と同じ順路で帰庫を兼ねて佐世保駅前便となる。最終便は市バス最短の営業区間である。
新みなと・みなと口通過便
新みなとターミナル前からは、市街地循環以外にも平日・土曜の朝に佐世保商業高校行が1便発車する。佐世保駅みなと口は、矢峰に向かう教育隊前発と前畑循環抜けが平日朝1便ずつ通過する。佐世保駅裏のバスは軒並み休日運休となるので、新みなとターミナル前発佐世保商業高校行は全日運転される唯一のバスとなる。
前畑循環
- 佐世保駅前以遠 - 福石観音前 - 業務隊前 - 食肉センター前 - 前畑 - 食肉センター前 - 業務隊前 - 佐世保駅前・佐世保駅みなと口以遠

市街地循環と逆に、中間の業務隊前 - 食肉センター前間が対面通行となる変則循環運転。上下4車線の県道11号をはじめ、幅員・勾配など路面状況は良好で、前畑での折り返し時間調整を省略した結果の循環運転である。平日のみ朝夕各2便が運転され、始発が相浦地区のパールシー九十九島水族館発佐世保実業高校着であることを例外に、大野車庫前・矢峰発着である。2便目の大野車庫前発矢峰行は上記の通り佐世保駅みなと口経由で戸尾町から幹線に戻る。また、佐世保駅みなと口に抜ける教育隊前発矢峰行きが北側循環区間を通過し、福石町バス停にのみ停車する。沿線に佐世保競輪場が位置するが、観戦客輸送は駅前発着の市バス無料シャトルバスが担っており、休日運休とあいまって路線バスは競輪客輸送に寄与していない。
若葉循環
- 佐世保駅前以遠 - 福石観音前 - 観音裏 - 上若葉 - 観音裏 - 福石観音前 - 佐世保駅前以遠

平日15・土曜12・日祝9便設定される。昭和末期まで上若葉折り返しだったが、中型バスに切り替えて狭小な市街地に入り込む循環路線とした。幹線の福石観音前から1区間先の観音裏以北で反時計回りの循環運転をする。平日は朝の佐世保駅前発2本と夕方の弓張岳展望台発1本を例外として矢峰・大野車庫前発で、矢峰発が過半数を占める。循環を抜けた帰りの行先も、朝夕の桜木岩下各1本を除くと矢峰・大野車庫前となる。休日は弓張岳展望台発桜木岩下行きが3本に増える。日祝の間引き対象は矢峰発着2本と矢峰発大野車庫行き1本である。
木風町便
- 佐世保駅前以遠 - 大宮町 - 藤原橋 - 木風橋 - 木風町

平日14.5往復、休日10往復設定される。藤原バイパスや山手バイパスと交差するが、それらとの行き来がないシンプルな路線系統を取る。ただし路線状況は複雑で、大宮町 - 木風橋間の市道は朝から深夜にかけて路線バス以外の大型車の通行禁止制限がかかるほど狭小である。木風バイパスをまたぐ木風橋を渡る際は、急坂を上りつつ180度ターンで橋のたもとに到達する。便数の割に行先・出発地は多彩で、木風町発便は矢峰・大野車庫・桜木岩下行と基本としながらも、始発は数少ないおしの浦分道行、朝に大野経由相浦桟橋行1本と天久保行2本、夕方に比良町経由日野峠行1本が出る。木風町着便は矢峰・大野車庫・桜木岩下発に加えて、清水循環戻りが4便ある。休日になると天久保行が夕方2本に移り、清水循環戻りは2本に減る。

#### 天神系統
天神系統は、天神循環が3系統あり、西側で海自教育隊発着便、東側で東浜・十郎原発着便が絡んでくるため、山手系統に次ぐ複雑なルートが構成されている。
天神循環
- 佐世保駅前以遠 - 大宮町 - 天神町 - 汐入 - 中大黒 - 佐世保駅前以遠
- 佐世保駅前以遠 - 大宮町 - 上東山 - 汐入 - 天神町 - 大宮町 - 佐世保駅前以遠

福石観音前で周回が完結する大回り便が双方向あり、時計回りは「大宮経由」、反時計回りは「大黒経由」と呼ばれる。これに大宮町経由で福石小学校上から上東山を経て天神経由に合流して福石小学校上で周回する「東山経由」もあるが、「大宮経由天神循環」でありながら大宮町・天神町を回り、上東山を経由して福石小学校上で周回する便もある。
大黒経由は平日18本・土曜17本・日祝15本。矢峰・大野車庫発着がほとんどで、佐世保駅前発着が平日3本・休日2本混じる。東山経由と合わせてほぼ1時間ごとに運転される。
大宮経由は平日17本・土曜14本・日祝12本。矢峰・大野車庫発を基本に、平日のみ佐世保駅前発2本と桜木岩下発1本が混じる点では大黒経由と同じだが、平日の終着は始発の佐世保駅前発SSK西門着を皮切りに、佐世保商業高校着3本と佐世保駅前着1本が混じり、大黒経由よりバラエティに富む。一方で休日は全便が矢峰・大野車庫発着に変わる。平日は夕方に運転が止まり、3時間半を超える空白が生じる。この間は天神入りする十郎原・東浜便、天神を出る教育隊便、そして東山経由・大黒経由が補完する形となる。休日も同様に2時間近い空白がある。
東山経由は平日5本・土曜6本・日祝3本。矢峰発着が基本で、平日最終の大野車庫発と土曜始発の大野車庫着が例外である。朝に1本、昼から2時間以内の間隔で運行されるが、日祝の間引きは土曜ダイヤの始発と最終が充てられている。天神山北麓のカーブ・アップダウンが多い市道を経由するため、大黒経由・天神経由より5本ほど時間がかかる。
教育隊便
- 佐世保駅前以遠 - 中大黒 - 汐入 - 教育隊前
- 佐世保駅前以遠 - 大宮町 - 天神町 - 汐入 - 教育隊前
- 佐世保駅前以遠 - 大宮町 - 上東山 - 汐入 - 教育隊前

上記天神循環3系統の大黒・東山・大宮経由の全ルートを通過するため、便数の少なさと裏腹に複雑である。
最短経路となる大黒経由がメインルートで、平日は教育隊前着3本・教育隊前発8本、土曜同3/2本、日祝2/1本。補完する大宮経由は平日5/1本、休日2/2本。東山経由は平日1往復と休日は教育隊前発のみ片道運転。矢峰発着が基本で、平日朝の大宮経由佐世保商業高校行と土曜最終の大野車庫発が数少ない例外である。教育隊行きは大黒経由が午前中で運行を終わり、午後は大宮経由と東山経由が担う。一方の教育隊前発は東山経由・大宮経由が午前で終わり、午後は大黒経由が担う。教育隊前発3本目の大黒経由は前畑循環に入り、佐世保駅みなと口を経由して矢峰に向かう。
十郎原便
- 佐世保駅前以遠 - 大宮町 - 天神町 - 西天神 - 十郎原
- 佐世保駅前以遠 - 大宮町 - 天神二丁目 - 西天神 - 十郎原

十郎原便はすべて大宮町から出入りし、途中経路が異なるだけなので、本数の割に煩雑ではない。福石小学校上から本道の天神町へ登り、尾根伝いに西天神へ下るルートがメインルートで、福石小学校上から中腹を西天神に向かう天神二丁目経由が補完する。十郎原団地内はフリーバス区間である。本道経由は平日十郎原行18本/十郎原発19本、土曜8/12、日祝8/11。二丁目経由は平日3/5、休日4/1。黒髪発着便も設定され、バス需要が高い団地にもかかわらず平日と休日のギャップが大きいが、その分はほぼ同一区間を運行する東浜便が十郎原団地を経由することで補完している。この補完があることから、日祝の土曜ダイヤ間引きは朝の佐世保商業高校行1本に留まる。矢峰発着が基本だが、大野車庫・佐世保商業高校・桜木岩下発着便のウェイトが天神循環や教育隊線より高い。早朝にはSSKバイパス経由相浦桟橋行が平日2・休日1設定されている。
東浜便
- 佐世保駅前以遠 - 大宮町 - 天神町 - 西天神 -（十郎原 -）東浜町
- 佐世保駅前以遠 - 大宮町 - 天神二丁目 - 西天神 -（十郎原 -）東浜町

十郎原線の直前、十郎原入口より南下して東浜町に至る路線で、ほぼ同一路線と言える。十郎原線と比べて天神二丁目経由のウェイトは低く、平日1往復・休日は東浜町発の片道のみに過ぎない。本道経由は、平日東浜町行16/東浜町発14、土曜14/14、日祝13/14と、十郎原線より減便は少ない。十郎原線が休日減便となる分を補完するため、十郎原経由は平日が過半数ほどの9/8本に留まるのに対し、休日は11/8本へ大幅に増え、通過便は上下2-3往復に留まる。矢峰発は過半数程度に留まり、平日は佐世保商業高校発5本や始発の桜木岩下発、最終の日野峠発が目立つ。休日になると佐世保商業高校・桜木岩下発に代わって大野車庫発が3本設定され、日野峠発最終が残る。東浜町発は十郎原経由・天神二丁目経由が全日矢峰行きで固定される一方、通過便は始発の相浦桟橋行が全日運転のほかは佐世保商業高校行2-1本、大野車庫行1本が含まれる。
黒髪十郎原便
- （東浜 - ）十郎原 - 天神町 - 福石小学校上 - 東大和 - 日宇新田 - 桜馬場 - 黒髪

平日・休日とも、時間帯は違うが7往復設定されている。大和町西龍橋 - 福石小学校上間は幹線経由が最短距離だが、幹線から天神方面への上り坂180度ターンが困難であることや、乗降客が望める佐世保中央病院や郊外ショッピングセンターへの利便性を考慮して、沖新線を経由して天神二丁目に上がる迂回ルートを取る。平日始発は東浜発で十郎原に立ち寄り、早朝で佐世保中央病院が開いていないこともあり、大和町西龍橋を通らず国道に直通して白岳町入口から幹線に合流し、黒髪に向かう。以後は大和町西龍橋と大和町中央病院前（現・中央病院入口）への連続停車を含めながら、十郎原 - 黒髪間を往復する。東浜発を含む黒髪行始発2本は回送送り込み、十郎原行最終の2本は回送帰庫となる。休日は始発黒髪発から最終黒髪着まで、すべて大和町連続停車を含むシャトル運転となる。
沖新便
- 佐世保駅前以遠 - 大宮町 - 大和町中央病院前（現・中央病院入口）- 沖新町

平日7往復・土曜5往復・日祝3往復設定されている。沖新地区の白岳工業団地の通勤状況に合わせ、朝2便・正午前後3便・夕方前2便に大きく分かれる。休日は朝便の繰り下げと昼過ぎの間引きが行われ、夕方前の最終便の時間帯はあまり変わらない。佐世保工業高等専門学校の最寄路線だが、1-2年生が原則的に全寮制であることや4-5年生は自家用車通学が認められていることから、高専生の通学輸送には寄与していない。また、工業団地の通勤も自家用車利用が圧倒的である。本数の少なさの割に発着地はバラエティ豊かで、パールシーリゾート九十九島水族館発が始発と最終を占め、日野峠発・桜木岩下発・大野車庫発が各1本あるため、矢峰発は2本に過ぎない。沖新町発も矢峰行は1本に過ぎず、山手循環3本と大野車庫行2本、パールシーリゾート九十九島水族館行1本となる。休日は一転して土曜の大野車庫行1本を例外として矢峰発着が占有する。
沖新経由東浜便
- 佐世保駅前以遠 - 大宮町 - 大和町中央病院前（現・中央病院入口） - 沖新町　- 東浜町

沖新線の延長上に設定されている。平日東浜町行3/東浜町発8、土曜4/6、日祝3/4と上下で大きなギャップがある。沖新町以遠に並ぶ水産物加工食品工場への通勤路線でもあり、東浜町行は全日8時台までに集中し、東浜町発は朝の1本を例外として昼過ぎから夜にかけて運行される。平日朝の東浜町発は帰庫を兼ねた黒髪行で、大和町に寄らず直進で国道に抜け、白岳町入口から幹線に合流する。平日東浜町行3本の起点は、矢峰・パールシーリゾート九十九島水族館・相浦桟橋とまちまちで、東浜町発は黒髪・大野車庫各1本を除き矢峰行。休日は全便矢峰発となり、大野車庫混じりの矢峰行となる。

#### 卸団地・大岳台系統
卸団地・大岳台循環
- 佐世保駅前以遠 - 大宮町 - 大和町中央病院前（現・中央病院入口） - 尼潟 - 大岳台中央 - 卸本町 - 桜馬場 - 大和町西龍橋 - 大宮町 - 佐世保駅前以遠

2つの大和町バス停に分かれる手前の西大和で周回を完結する双方向の循環線。中央病院前から反時計回りに循環する「尼潟経由」と西龍橋から時計回りに周回する「桜馬場経由」の2系統からなる。尼潟経由は平日12・土曜11・日祝10便、桜馬場経由は平日11・休日9便で、尼潟経由が多い。尼潟循環は昼間便は矢峰・大野車庫発着で占められるが、平日夜間に入ると佐世保商業高校発矢峰行2本と桜木岩下発黒髪行2本で占められる。帰庫を兼ねた区間運転の黒髪行は桜馬場直前の交差点で旧国道から黒髪への幹線に右折するため、桜馬場に停車しない。一方の桜馬場経由は、やはり矢峰・大野車庫発着が主体ながら、平日昼過ぎから佐世保駅前発佐世保駅前着が4本混じる。こちらも黒髪出庫の区間運転便があり、始発の平日佐世保商業高校行・休日桜木岩下行と休日昼の矢峰行が該当する。こちらは先述の交差点を幹線から旧国道に左折すると、循環専用の桜馬場バス停が設定されている。桜馬場を直進して猫山入口経由で以東に向かうのは、この循環線と大岳台発着便、下の原橋便に留まっており、もみじが丘経由設定後も主力幹線としている西肥の本数に押されている。
卸団地会館前便
- 佐世保駅前以遠 - 大和町国道筋 - 日宇駅前 - 卸本町 - 卸団地会館前
- 佐世保駅前以遠 - 大和町中央病院前 - 尼潟 - 大岳台中央 - 卸団地会館前

循環線の1区画北を通って卸本町の中心街を貫通する変則路線。上記区間を平日のみ2便ずつ運転しているが、卸団地会館前に転回場がないため、日宇駅前経由で到着した朝便は方向転換せずバス停に待機し、定時に尼潟経由で出発する。夕方便は逆に尼潟経由で到着、待機を経て日宇駅前経由便として出発する。ダイヤ上は卸団地会館前で待機時間を設定し、区間変更した変則循環便といえる。日宇駅前で幹線と分かれ、日宇バイパスに入る数少ない便で、卸団地会館前便往復と下の原橋発1本の計3本しかない。朝便の出発地は相浦桟橋で、例外的に藤原橋経由で運転される。帰りの尼潟経由と夕方便はいずれも矢峰発着である。休日運休だが、尼潟経由下の原橋行が1本だけ卸団地会館前を運行するので、この区間は運休区間にはならない。
大岳台団地便
- 大岳台中央以遠 - 大岳台町 - 大岳台中央以遠
- 尼潟以遠 - 大岳台町 - 大岳台中央 - 尼潟以遠

平日早朝のみ3本が大岳台中央から大岳台団地を周回する路線に乗り入れる。団地内はフリーバス区間。始発は回送到着後、尼潟経由で天久保に向かう。残る2本は元来た道を逆戻りするルートをたどり、2本目は黒髪出庫で団地を周回し、桜馬場経由矢峰行となる。8時30分に早くも最終便を迎え、矢峰発尼潟経由が周回して再び尼潟経由で矢峰に戻る。団地は小ぢんまりとしており、大岳台中央までの徒歩移動は健常者には苦痛ではない。

#### 黒髪系統
木場入口線
- 佐世保駅前以遠 - 大宮町 - 大和町西龍橋 - 桜馬場 - 黒髪 - 木場入口

黒髪営業所より北に進み、菫ヶ丘団地を横断する平日25本発・21本着、土曜23・18、日祝22・16と黒髪地区のサブターミナル機能を持つ。平日・休日を問わず矢峰・大野車庫発着は上下各2本に過ぎず、船越・相浦地区発着が半数を超える。大野地区を乗り越して佐世保商業高校・天久保・相浦桟橋を結ぶ路線と清水・山手循環で黒髪地区に戻る便が残りを分ける。黒髪地区便共通の特徴として、桜馬場と南高校前を最寄バス停とする佐世保南高校の通学輸送が佐世保駅前方面で旺盛である点が挙げられる。一方で、桜馬場以遠は猫山入口回り・もみじが丘回りとも早岐地区以遠に路線網を持つ西肥が佐世保南高校への通学に利用されており、徒歩通学圏内の木場入口線・食品団地線は活用されていない。
上木場線
- 佐世保駅前以遠 - 大宮町 - 大和町西龍橋 - 桜馬場 - 黒髪 - 上木場

平日3.5往復・土曜2.5・日曜2の閑散路線。西肥の三川内山線・浅子線・潜木線・世知原温泉線とともに、統合までに整理するべき不採算路線に計上されていたが、廃止済みの西肥4線と異なり、交通局の運行最終日まで存続した。させぼバスへの移管と同時に乗合タクシーへ転換されて廃止となった。シンプルに矢峰・大野車庫 - 上木場間を往復する路線で、平日は送り込み回送からの山下りが始発となる。この便は麓の佐世保南高校の始業に間に合うが、沿線人口が少なく、通学輸送は実際には行われていない。朝・昼・夕方に1本ずつ運転され、夕方の着便が折り返し矢峰行き最終となる。土曜は回送からの始発がカットされ、大野車庫発の最終到着便が回送で山を下る。日曜は朝昼の2往復のみとなる。
食品団地線
- 佐世保駅前以遠 - 大宮町 - 大和町西龍橋 - 桜馬場 - 黒髪 - 椿ヶ丘 - もみじが丘 - 食品団地入口 - 食品団地会館前

もみじが丘団地の造成に伴い、かつて椿ヶ丘止まりだった路線を延長し、もみじが丘を経て旧国道に出て食品団地会館前に至る。矢峰発下の原橋行始発便が猫山入口経由で食品団地会館前に立ち寄る便が始発となり、それ以外の食品団地会館前発着便はもみじが丘経由となる。平日21本発・14本着、土曜16・13、日祝13・10と上下に大きな偏りがあるが、少ない着便は大塔小学校前を終点とするもみじが丘線が補完している。食品団地の操業時間を過ぎる20時台で発着とも運行を終える。木場入口線と同様に矢峰発着が極端に少なく、船越・相浦地区との連絡や清水・山手循環を経て黒髪地区に戻る便が多い。また、木場入口線にはない桜木岩下発着が平日に1.5往復設定されている。食品団地会館前 - 俵ヶ浦間の便が交通局の片道最長運用となっている。
もみじが丘線
- 佐世保駅前以遠 - 大宮町 - 大和町西龍橋 - 桜馬場 - 黒髪 - 椿ヶ丘 - もみじが丘 - 大塔小学校前

食品団地線を補完し、もみじが丘団地南端の大塔小を終点とする一方通行の路線。折り返し運用がないので、大塔小学校前で運転を完了したバスは猫山入口・桜馬場経由の回送で黒髪に戻る。平日14本・土曜5本・日祝4本と極端に変化する一方、最終便は全日23時10分矢峰発に固定されている。食品団地線の運転が終わる20時台以降の輸送を担っており、平日6便は20時以降の運行となる。平日昼間も1-2時間間隔で運行される。休日は俵ヶ浦発11時10分が始発となり、午後に2本と夜2本となり、午後便1本が日祝の間引きを受ける。食品団地線と逆に矢峰発が5本に及び、佐世保商業高校・大野経由相浦桟橋・山手循環・清水循環・パールシーリゾート九十九島水族館発とバラエティに富む。食品団地線と合わせ、ほぼ同数の西肥バスのもみじが丘経由重尾線と競合する。

#### 東部系統
エコスパ線
- 佐世保駅前以遠 - 大宮町 - 大和町西龍橋 - 桜馬場 - 黒髪 - 椿ヶ丘 - もみじが丘 - 食品団地入口 - 大塔新田 - エコスパ佐世保

食品団地線をさらに延長した形で、大塔地区の東部クリーンセンターに併設されたエコスパ佐世保に至る。平日は午後の佐世保駅前発・矢峰行の1往復のみ。休日は午後便の運航時間を繰り上げの上で朝夕の2便が増発されて3往復となる。朝便は矢峰発佐世保駅前行、昼夕便は佐世保駅前発矢峰行で構成される。クレールの丘団地経由便の立ち寄り形式で平日5往復・休日4往復乗り入れている西肥と競合しており、佐世保駅前方面だけでなく早岐地区からも乗り入れている西肥に比べると劣勢である。前述の通り、市バスは大塔新田から分岐してエコスパ佐世保に向かうが、西肥は1区間北の大塔町から大塔インター口を経由してエコスパ佐世保へ乗り入れる。
下の原橋線
- 佐世保駅前以遠 - 藤原橋 - 大和町国道筋 - 桜馬場 - 卸本町入口 - 大塔町 - 大塔新田 - 早岐駅前 - 下の原橋
- 佐世保駅前以遠 - 藤原橋 - 大和町国道筋 - 桜馬場 - 卸本町入口 - 卸本町 - 大塔新田 - 早岐駅前 - 下の原橋
- 佐世保駅前以遠 - 大宮町 - 大和町中央病院前（現・中央病院入口） - 尼潟 - 卸団地会館前 - 卸本町 - 大塔新田 - 早岐駅前 - 下の原橋

西肥の路線網が細かく張り巡らされた早岐地区に乗り入れ、早岐駅前より西肥空白地帯の権常寺町内を進み、三川内地区目前の下の原橋に至る。平日下の原橋行10便・下の原橋発12便、休日9/10便運行され、日祝の間引き運転はない。平日2往復・休日片道1本が大岳台・卸団地系統で運転されるが、基本的に藤原橋を経由し、もみじが丘を経由しない短絡経路で運転される。例外としては、始発下の原橋行が藤原橋を経由せず大和町西龍橋から国道に戻り、食品団地会館前始発便として立ち寄ることと、平日下の原橋発2本目が桜馬場を経由せず日宇バイパス（バイパス中央）経由で短絡することが挙げられる。基本は矢峰発着で、大野車庫発着が平日1本発・2本着、休日1本発混じる。卸本町入口 - 大塔新田間は、時間帯を問わず国道を直通する大塔町経由と卸団地に迂回する卸本町経由があり、平日は半々だが、休日は大塔町経由が多くなる。末端の小森橋以遠は、最寄西肥路線の花高団地線から離れているために独占状態だが、早岐駅前 - 小森橋間は花高団地線と宮津町線と競合し、早岐駅前以北では西肥の幹線である重尾・東部営業所線や国際大学・ハウステンボス・川棚線と重複し、圧倒されている。さらに田子の浦以北は西海橋・波佐見高校・伊万里駅前・有田駅前・嬉野線も加わるため、毎時1本とはいえ西肥に埋没している。

### 2000年以降の新設・廃止路線

#### 新設
- 教育センター発着（佐世保駅前 - 宮田町 - 教育センター）

2010年、旧保立小学校跡に市教育センターが移転したため新設。宮田町―保立町間は一方通行の清水循環の末端区間で例外的にセンター行きが逆走する。
- 名切・祇園循環（佐世保駅前 - 松浦町名切グランド前 - 花園町入口 - 名切谷通 - 祇園町 - 佐世保郵便局前 - 佐世保駅前）

2012年、バス路線空白地帯解消のため新設。戦前の名切市民霊園線のルートに近い。駅前より2区間目の京町バス停で周回が完結する。

#### 廃止
- 高島真珠線（エコスパ佐世保 - 高島真珠前間）

高島真珠本社工場への通勤路線だったが、2002年に倒産廃業したため、1区間手前のエコスパで打ち切りとなった。エコスパは利用者の増加が見込まれ、市バス・西肥の競合路線となっている。
- ジョスコー線（SSK西門口 - ジョスコー入口間）

米軍赤崎貯油所・SSKへの通勤路線だったが、従業員のマイカー化やSSKのリストラ等により2005年廃止。通勤バス停は西門口に集約された。
- 船越名切線（下船越 - 船越名切間）

俵ヶ浦半島北岸の閑散路線で、乗客数減少のため2006年廃止。船越便確保のため、下船越以遠打ち切りとなる。
- 下宇戸線（スポーツの里入口 - 下宇戸町間）

烏帽子岳の尾根筋を縦貫する閑散路線で、乗客数減少のため船越名切線と同時に廃止。スポーツの里で分岐する烏帽子岳線も閑散路線のため、駅前から全区間廃止となり、スポーツの里までの区間は大減便となった。
- 長畑町線（早岐駅前 - 長畑町間）

西肥バス川棚線と重複する閑散路線。1958年の宮村合併の際に、僅差で合併を果たした名残の政治路線で、昭和末期には宮津町発着だったほか、戸尺浜海水浴場への季節便も設定された。2008年、早岐駅前で分岐する下の原橋線増便に充てるために早岐駅前以遠を打ち切り、以遠は西肥に譲渡し、シルバーボウル―宮津町線の増便に充てられた。
- 赤木町線（桜木岩下 - 赤木町間）

烏帽子岳中腹に登る桜木線末端区間の閑散路線。赤木町に所在する障害者福祉施設は独自に送迎車を持つため、路線バス利用者は少なかった。長畑町線と同時に廃止。桜木線確保のため、桜木岩下以遠打ち切りとなる。
- 知見寺線（天久保 - 知見寺耳切間）

西肥バス世知原線と重複する山越えの閑散路線。すでに西肥が毎時1便を確保しており、増収が見込めないため廃止。天久保より手前の区間を確保のため、天久保打ち切りとなる。なお西肥の代替増便はない。
- 製氷会社線（築町 - 製氷会社前間）

相浦港を回り込み、南側埠頭に到る通勤路線。徒歩圏に水産市場線が新設され、築町経由の増便と水産市場入口の新設が行われ、水産市場線に統合された。
- 真申線（相浦郵便局前 - 真申）

松浦鉄道と並行する旧県道を通り、佐々町に程近い真申団地に乗り入れる路線。大多数が途中の相浦ニュータウン循環線に乗り入れた。重複する西肥20便(真申に乗り入れるは1本のみであり、ほとんどが北松方面行)に対し15便を確保し、日野峠経由と大野経由が半々だったが、2016年4月の減量ダイヤで撤退。代換として西肥による真申乗り入れが日中3本増便された。
- 柚木線（矢峰営業所前 - 柚木）

幹線の終点となる矢峰を乗り通し、一日10便前後運転されていた。真申線と同時に廃止。重複する西肥は毎時4便を確保しており、輸送力に圧倒的な差があった。
- つくも苑線（展海峰入口 - つくも苑）

俵ヶ浦半島に位置する障害者福祉施設つくも苑(2006年までは県が直営する「県立コロニー」という名称で、路線名も「コロニー線」だった)への足として、全便低床車で運行されていた。つくも苑が2015年に相浦地区へ移転したため、真申線・柚木線と同時に休止。つくも苑跡地を工業団地に再開発する計画を踏まえ、廃止ではなく休止としている。臨時経由バス停であった展海峰バス停を常設化し、新たな終点として展海峰入口までの便数は確保され、展海峰線として通常便化したこととなる。
佐世保市営バス運行終了及び佐世保市交通局廃止後以降の新設・廃止はさせぼバス及び西肥バスを参照。

### 方面・行先の表示
特に運行頻度が高い路線や経由地が複雑な路線などは、幕式の行先表示器においてアルファベットに分類して経由地と行き先の右側に表示している。これは、米軍からの要請により始まったもので、当初は米軍より提供された方向板をバスの前面ウインドウに立てかけて表示していた。LED式の行先表示器に関しては、2009年4月のダイヤ改正までは下記の行き先の際は表示をしていたが、大宮→天神循環（B1）、大黒→天神循環（B2）の2系統を残し表示をやめ、2012年12月のダイヤ改正を最後に、全ての系統で表示しなくなっていたが、2014年10月からLED式の行先表示器を対象にアルファベットと数字を組み合わせた行先表示番号の表示を再開した。新たに導入された行先表示番号は路線区分を示すアルファベットと行先区分を示す数字の組み合わせが基本となり、経由地によってはハイフンを挟んで経由番号も追加される（例えば、日野経由相浦桟橋行の行先表示番号は"M1-1"である）。経由地と行先によって行先表示番号が異なることから、従来のアルファベットによる行先表示よりも細かく設定されている。行先表示番号は西肥バスにも同時に導入されており、一部の行先表示番号・経由番号は西肥バスと共通である。
なお、行先表示器が従来の幕式の車両に関しては、行き先の改名の際や新たな経由地などを運行する場合、幕に新たに書き込みなどはせず、改称前の表示のまま改称後の行き先や新たに設定した経由地の書かれたサボ（補助板）を正面と側面の行先表示器下に掲示して対応していたが、既存車両における行先表示器のLED化が進んだことや廃車により現在はほぼすべての車両の行先表示器がLED式となっている。
以下は旧行先表示とその行先、現行の行先表示番号（方面区分・行先区分のみ）の相互表である。
| 旧行先表示 | 経由地（方面）                  | 主な行先       | 行先表示番号（現行） |
| A          | 黒髪                            | 黒髪           | C1                   |
| A          | 黒髪                            | 木場入口       | C2                   |
| A          | 黒髪                            | 上木場         | C3                   |
| B1         | 天神方面（大宮町経由）          | 天神循環       | B8                   |
| B1         | 天神方面（大宮町経由）          | 十郎原         | B3                   |
| B1         | 天神方面（大宮町経由）          | 東浜           | B1                   |
| B1         | 天神方面（大宮町経由）          | 海自教育隊前   | B5                   |
| B2         | 天神方面（中大黒経由）          | 天神循環       | B9                   |
| B2         | 天神方面（中大黒経由）          | 海自教育隊前   | B6                   |
| C          |                                 | 矢峰           | W4                   |
| D          | 大野                            | 大野           | V2                   |
| D          | 大野                            | 佐世保商業高校 | V1                   |
| F1         | 相浦方面（大野経由）            | 相浦桟橋       | U1                   |
| F2         | 相浦方面（日野峠またはSSK経由） | 相浦桟橋       | M1                   |
| F2         | 相浦方面（日野峠またはSSK経由） | 小野町         | M7                   |
| G1         | 下船越方面（赤崎経由）          | 下船越         | G5                   |
| G1         | 下船越方面（赤崎経由）          | 俵ヶ浦         | G9                   |
| G1         | 下船越方面（赤崎経由）          | 白浜           | G10                  |
| G1         | 下船越方面（赤崎経由）          | 展海峰         | G7                   |
| G2         | 下船越方面（動植物園前経由）    | 下船越         | G6                   |
| G2         | 下船越方面（動植物園前経由）    | 展海峰         | G8                   |
| H          |                                 | 日野峠         | N4                   |
| M          |                                 | 佐世保駅前     | A1                   |

旧行先表示は上記以外の路線には表示はされておらず、経由地と行先のみを表示していたが、現行の行先表示番号では、旧行先表示では表示していなかった路線にも表示されるようになった。アルファベットによる方面区分と行先は以下の通り（2016年4月現在）
| 方面区分 | 方面区分名                         | 行先（太字は旧行先表示では表示されていなかった行先）                                               |
| A        | 佐世保駅前                         | |
| B        | 東浜・天神・前畑・沖新             | 東浜町、十郎原、海自教育隊前、天神循環、前畑、沖新町                                               |
| C        | 黒髪・もみじ                       | 黒髪、木場入口、上木場、食品団地、もみじが丘町、大岳台循環、卸団地会館前、大岳台                   |
| G        | 赤崎・船越・俵ヶ浦方面             | SSK西門口、九十九島水族館、おしの浦分道、赤崎団地、下船越、展海峰、俵ヶ浦、白浜                    |
| K        | 下原橋・エコスパ                   | 下原橋、エコスパ                                                                                   |
| M        | 相浦（総合グラウンド）             | 相浦桟橋、佐世保商業高校、水産市場前、小野町、相浦循環                                             |
| N        | 実業・九文・短大・母ヶ浦           | 佐世保実業高校、長崎短大・九文高校、日野峠、木宮町                                                 |
| P        | パールシー・九十九島水族館         | 九十九島水族館                                                                                     |
| T        | 天久保                             | 小川内、天久保                                                                                     |
| U        | 相浦（大野）                       | 相浦桟橋、相浦循環                                                                                 |
| V        | 佐世保商業・大野                   | 佐世保商業高校、大野、桜木                                                                         |
| W        | 矢峰（矢峰）                       | 矢峰                                                                                               |
| X        | 山手・山祗・木風・若葉（烏帽子岳） | 烏帽子岳、花園循環、俵町循環、高梨循環、祇園循環、山祗循環、木風、若葉循環、山祗町                 |
| Y        | 弓張岳・清水・比良・市内循環       | 弓張岳、総合教育センター、清水循環、比良町・日野峠、新みなとターミナル前、佐世保市総合医療センター |

詳細な行先表示番号は外部リンクを参照のこと。

## 車両
4メーカー導入しており、UDトラックス（旧:日産ディーゼル）といすゞ自動車が多く、三菱ふそう、日野自動車の順である。富士重工業や西日本車体工業製の車両も在籍している。
車両番号は「市○○○」という3桁（4桁）の通し番号が使われ、車両メーカーに関係なく付番されている。忌み番号はないため、末尾42・49の番号も使われている。
現行の一般路線車の塗装はクリーム色地に赤・水色の帯。ツーマン時代から続く市営カラーであるが、かつてのものと比較するとフロントのラインが直線的になっていたり、窓部分を白く塗り分けていたのが廃止されていたり、更に細部に渡り多数の変更が施されているのが分かる。
- 1965年ごろから1975年、ワンマン運転開始と共に、クリーム色地にオレンジの帯のワンマンカー専用色が導入される。
- 1976年からは、ワンマンカーも薄青帯従来色での導入になる。この時から新車は冷房車になる。
  - オレンジ帯のワンマンカーの冷房化改造も開始される。更新された車両は濃い青の帯に変更、アローラインが採用されたシャープなデザインとなる、この更新工事は1982年ごろまで続けられる。
- 1981年から1983年には更新車カラーで新製車が導入され、オレンジ帯で残っていたワンマンカラー車は代替全廃される。
- 1985年から1987年頃に導入された車両はクリーム色地に緑色濃淡の帯である。
- 1988年以降の導入車両は現行色である。

また、2004年に導入したノンステップ車両では、クリーム色地は現行の一般路線車と同じだが、青・赤・薄緑・オレンジの4色を配したデザインとなっている。これは、2011年以降に導入した貸切専用車両も同じ配色となっている。
車両は自局発注のものが中心となっているが、経営改善を目的に1998年から東京都交通局や相鉄バス、川崎鶴見臨港バスなど首都圏からの事業者の中古車両の導入を行っており、2011年からは初期に中古導入した元東京都交通局の車両の廃車に伴い、新たに江ノ電バス、立川バス、神奈川中央交通、西武総合企画、横浜京急バスを導入している。2013年からは、それまで導入されてなかった中型ロングの車両を京王バス、西東京バス、都営バスから導入している。

## ターミナル
佐世保駅前にある、佐世保市交通局の中心となるターミナルについて記述する。ただし、普通バス停「佐世保駅前」として表記され、ターミナルとして扱われることがほとんどないため、ここでは形式的に乗り場の一覧を示すだけである。
- 2番のりば：矢峰、柚木、総合教育センター前

　国道35号北行きに沿う。
- 3番のりば：黒髪、もみじが丘、食品団地、木場入口、大岳台循環、早岐下の原、若葉循環、エコスパ佐世保、上木場

　国道35号南行きに沿う。
- 4番のりば：大野、佐世保商業高校、相浦桟橋（大野経由）、桜木、天久保、小川内
- 5番のりば：高梨・花園・俵町循環、祇園循環、清水循環、比良町経由日野峠、弓張岳展望台、烏帽子岳、勝富→山祇経由、花園→高梨→白木経由山祗
- 6番のりば：相浦桟橋、小野町、木宮町、水産市場前、パールシーリゾート九十九島水族館[6]、佐世保実業高校、長崎短大・九文高校、日野峠
- 7番のりば：下船越、赤崎団地、俵ヶ浦（※白浜）、展海峰、SSK西門口、おしの浦分道

　4-7番は国道東側ロータリーに北から順に並んでいる。
- 8番のりば：天神循環、十郎原、東浜、海自教育隊前
- 9番のりば：沖新町、東浜（沖新経由）
- 10番のりば：木風、前畑循環、臨時（競輪場他）

　8-10番は国道東側ロータリーに南から順に並んでいる。
- 11番のりば：佐世保バスセンター（西肥バスが使用）
- 12番のりば：早岐方面（西肥バスが使用）

※夏季の俵ヶ浦行きは、一部白浜行きに変更。
- 1番のりば：使用していない。
- 2番、3番のりば：西肥バスと共同使用。
- 11番、12番のりば：西肥バスの単独使用。
- 上記以外ののりば：市営バスの単独使用。

## 定期観光バス
2015年3月31日限りで運行終了した。
コースは佐世保駅 - 海上自衛隊佐世保史料館 - 九十九島遊覧船（パールクイーン）乗船 - 西海パールシーリゾート - 弓張岳展望台 - 佐世保駅。9:40、13:40発の2本運行され、所要時間は約3時間50分であった。

## 長崎スマートカード
1988年4月に導入された佐世保市営バス、西肥バス、長崎県営バス、長崎バス、島鉄バスで使える共通の紙式回数券に代わり、2002年1月21日に上記の5社で使える全国初の共通ICバスカード「長崎スマートカード」が導入された。これにはソニーのFeliCa（フェリカ）という技術が使われている。
2004年に長崎スマートカードへの切り替えが完了したため、佐世保市営バスを含めた上記5社の各回数券の販売が同年9月30日をもって中止され、2005年4月1日から回数券は使用できなくなった。2005年12月12日にはドコモのみであるが、おサイフケータイに対応した。
なお、佐世保市営バス限定で利用可能な紙式回数券は2013年9月をもって発売を終了した。
市営バス単独で使える一日乗車券も発売されていた（1枚500円、当日限り有効）が、翌春の交通局廃止に向けて2018年12月31日で販売と使用を終了した。平日は大宮町・堺木・烏帽子岳・九十九島動植物園・鹿子前桟橋（西海パールシーセンター）・弓張岳以内の区間利用（交通局HPでの説明）に限られるが、2009年10月1日以降、土・日曜、祝日は全線で使用可能になっていた。

## 駐車場事業
交通局は市営駐車場を管理していた。駐車場が少なく、自家用車の利便性が低い佐世保駅・佐世保港付近やさるくシティ4○3の用務客に活用されており、収支状況は黒字で推移している。長らく赤字経営となっている路線バス部門の損失を緩和する部門である。交通局廃止後は下記のうち島瀬・アルファの2箇所についてはさせぼバスが佐世保市より指定管理を受託、残りはさせぼバス直営の駐車場として経営を引き継いでいる。
- 島瀬駐車場（3612平方メートル・201台収容）

1965年、佐世保川支流の名切川暗渠上に造成された。三ヶ町商店街と四ヶ町商店街に挟まれ、買い物客の利用が多く、回転率が高い。
- 万津駐車場（2483平方メートル・122台）

1971年、佐世保朝市敷地を時間限定開放して開業。朝市の撤収が完了した10時から設営が開始される22時までの12時間限定で月極のみ利用できる。
- アルファ駐車場（7階合計12272平方メートル・253台収容）

2001年、長崎県住宅供給公社が再開発したアルファビルに設置された立体駐車場。複合ビルのため、居住者用の月極スペースが多く確保されている。
- 鯨瀬暫定駐車場

交通局の施設ではないが、委託管理していた。再開発用の更地を区画しただけで、ゲートのみ存在する。